# Zacatecas (Zacatecas)
Zacatecas oficialmente llamada Ciudad Heroica de Zacatecas es una ciudad mexicana, capital del estado de Zacatecas y cabecera del municipio homónimo. Llegó a lo que hoy es la ciudad una hueste española el 8 de septiembre de 1546 descubriendo ricas minas de plata por Juan de Tolosa. El 20 de enero de 1548 se funda oficialmente la ciudad y se le da por nombre Real de Minas de Nuestra Señora de los Zacatecas. Su riqueza mineral dio fuertes ingresos a la Corona Española, lo que hizo posible que recibiera el título de Ciudad de Nuestra Señora de los Zacatecas. Es sede episcopal católica de la diócesis de Zacatecas, y con la vecina ciudad de Guadalupe forma una zona metropolitana. Con una población de 138 444 habitantes, es la tercera ciudad más poblada del estado, mientras que su área metropolitana tiene 405 285 habitantes, lo que la coloca como la 44.a zona metropolitana más poblada del país.
Zacatecas ostenta los títulos de Muy Noble y Muy Leal Ciudad de Zacatecas, otorgado por el rey Felipe II de España el día 20 de junio de 1588 en San Lorenzo de El Escorial, Madrid. Gracias a su posición estratégica y a los beneficios de su extracción de plata, la ciudad llegó a ser considerada la segunda ciudad más importante de la Nueva España. A principios del siglo XX, la ciudad fue escenario de la que se considera la batalla más importante de la Revolución mexicana: la toma de Zacatecas, librada el 23 de junio de 1914, cuando las fuerzas de Francisco Villa tomaron la ciudad en un día combatiendo contra el ejército de Victoriano Huerta y en buena medida definieron el destino del país. La ciudad se quedó tras la Revolución con la mitad de los habitantes que tenía; el censo de población de 1910 indicaba que había 25 900; el siguiente, de 1920, señalaba que se tenían 15 462, aunado también al declive de la minería, el despoblamiento de la ciudad fue más notorio. El 23 de junio de 2010 fue nombrada Ciudad Heroica por la LX Legislatura del Poder Legislativo del Estado de Zacatecas, y el Ayuntamiento publicó el bando solemne el 10 de noviembre de ese mismo año.
La ciudad se encuentra en el centro-sur del estado, región donde se centra la mayoría del comercio e industria del estado, y la ciudad de Guadalupe, que se encuentra dentro de la histórica ruta comercial llamada Camino Real de Tierra Adentro, inscrita en la lista del Patrimonio de la Humanidad por la UNESCO, comparte la zona conurbana.
Su centro histórico se reconoce por su preservación y conservación de edificios históricos y, gracias a su patrimonio histórico, sus tradiciones y fiestas la convierten con gran contenido turístico. En 1993, su centro histórico fue nombrado por la UNESCO como Patrimonio Cultural de la Humanidad, debido a su traza urbana, riqueza arquitectónica y su historia. Sus monumentos representativos son la Catedral de Zacatecas, considerada uno de los tesoros coloniales más valiosos del país, por su trabajo arquitectónico en cantera labrada, cuyo colorido exterior cambia del rosa pálido al naranja quemado, según la posición del sol; el Teatro Calderón, el Portal de Rosales, el cerro de la Bufa y una amplia gama de museos, y Zacatecas se considera, después de la Ciudad de México, la segunda ciudad con más museos del país, de los cuales destacan el Museo Manuel Felguérez, de arte abstracto, por ser el único de su tipo en América Latina, y el Museo Rafael Coronel, por contar con la mayor colección de máscaras en el mundo.
Debido a su desarrollo histórico los habitantes de la ciudad de Zacatecas realizan diversas fiestas a lo largo del año, y cuentan con festejos culturales y tradiciones, entre las que destacan el Festival Cultural Zacatecas, el Festival Zacatecas del Folklore Internacional, las Morismas de Bracho, la representación de batallas entre moros y cristianos, una tradición que ha logrado reunir entre 10 000 y 12 000 participantes y alrededor de 60 000 espectadores.

## Topónimo
El término Zacatecas es un vocablo náhuatl que se ha utilizado para darle el nombre al municipio de la capital, a su cabecera municipal y al estado. Los zacatecas o zacatecos conformaban un grupo chichimeca que hasta la llegada de los españoles habitó la región circundante al cerro de La Bufa. La palabra Zacatecas significa "habitantes de la tierra donde abunda el zacate". Se deriva de los vocablos zacatl', que significa "junco, hierba, grama", y el locativo -co. Ambos componen el término Zacatécatl, cuyo significado es: "habitante de Zacatlán" (sitio donde abunda el zacate).

## Escudo

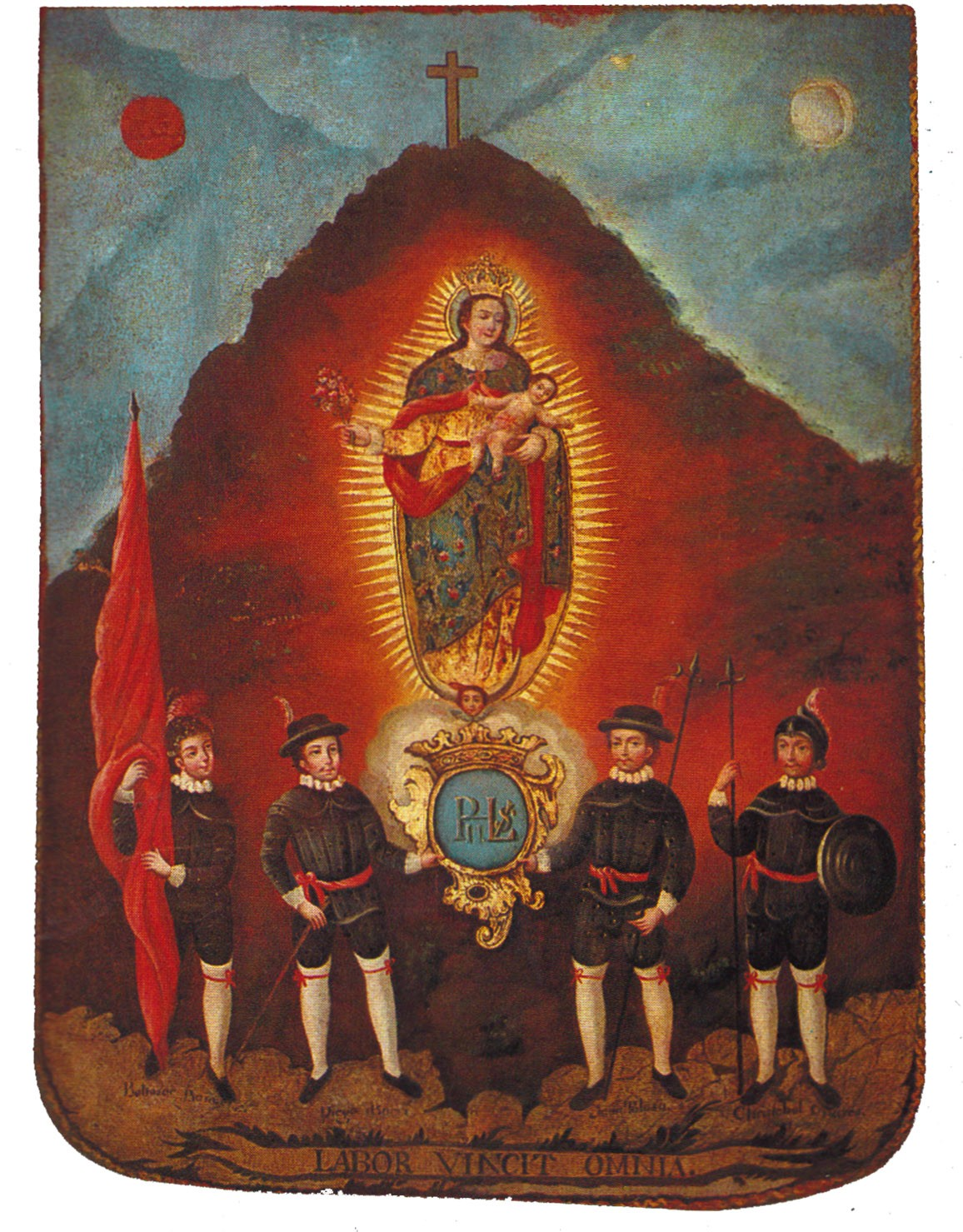
Pendón original otorgado por Felipe II

En 1588, el rey Felipe II expidió la real provisión en la que otorgaba el escudo de armas a la ciudad de Zacatecas. Como en aquella época el correo y las noticias viajaban con sorprendente lentitud, la real provisión llegó a Zacatecas años más tarde: en 1593, y poco después, las autoridades locales dispusieron que el escudo se bordara en la estantería o pendón, y se sacara en desfile el 8 de septiembre de 1593.
El primer escudo de armas de la Muy Noble y Leal Ciudad de Nuestra Señora de los Zacatecas fue el otorgado por el rey Felipe II de España. El autor es anónimo, aunque posee una manufactura española. Fue realizado en 1588, posee una técnica llamada óleo sobre pergamino, actualmente se encuentra en el Museo Rafael Coronel, en la ciudad de Zacatecas. En el escudo sobresale el lema en la parte inferior, la Virgen del patrocinio con nimbo y aureola, la cruz en la «peña», el sol y la luna en cuarto creciente, la rúbrica de Felipe II Rey de España y los cuatro conquistadores en pose guerrera y con medallones; el marco está adornado por arcos y flechas en cruz; la Virgen sostiene al niño en su brazo izquierdo y no en el derecho, como en las vírgenes de los escudos posteriores.

## Historia

### Época precolombina
Las diversas tribus chichimecas que habitaban en el territorio zacatecano fueron los caxcanes, guachichiles, guamares irritilas, huicholes, tecuexes, teules, tepehuanes, coras y zacatecas. Esta última tribu fue una de las más importantes y de ella derivó el nombre de la capital y del estado. Los caxcanes ocuparon gran parte de lo que hoy es Jalisco y Zacatecas.

### Periodo Virreinal

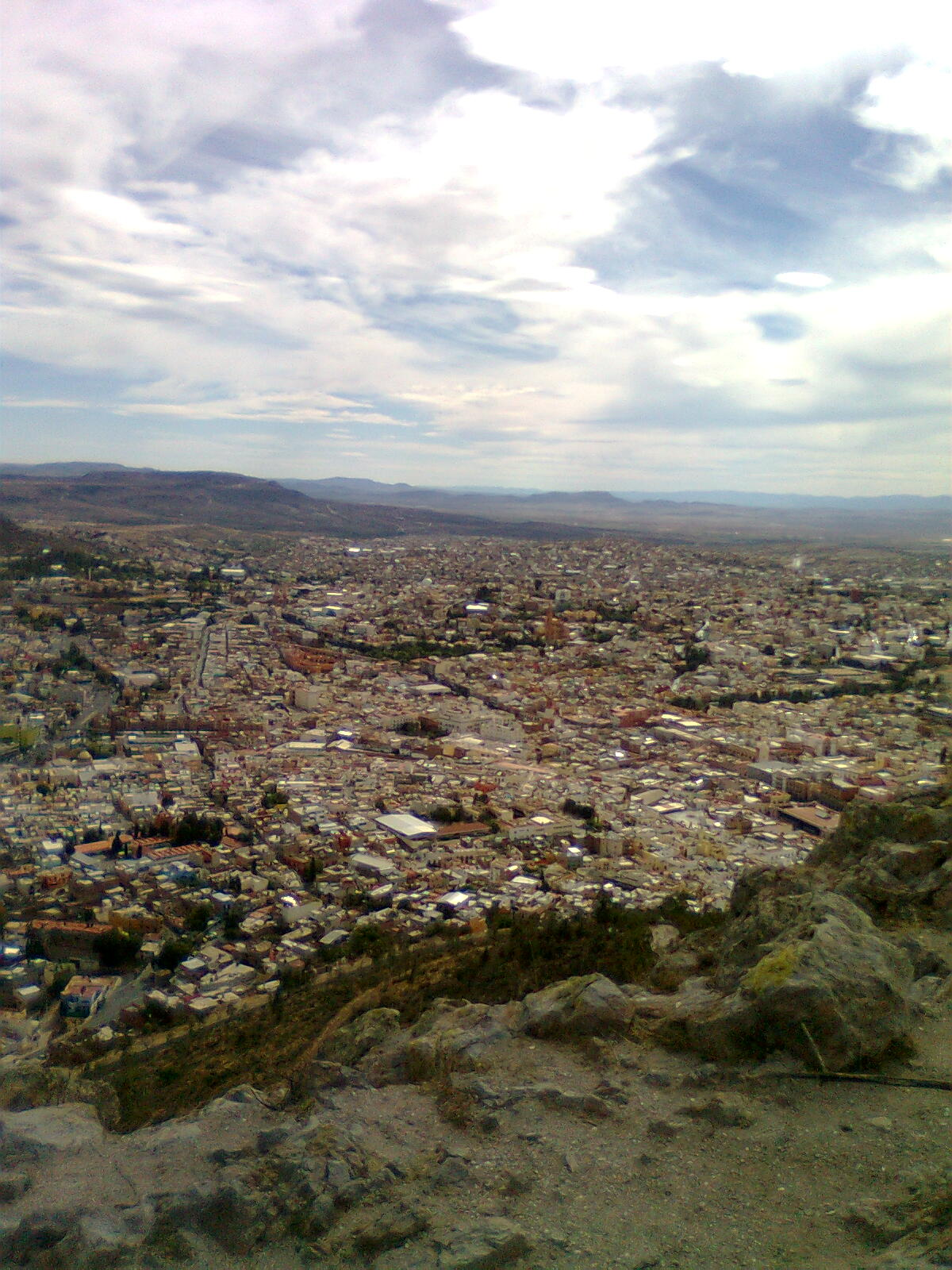
Cima del cerro de La Bufa

Después de la Guerra del Mixtón que libraron los caxcanes con españoles en 1541, algunos soldado se hispanos se dedicaron a buscar riqueza en el norte, entre ellos, Juan de Tolosa, quien guiado por un indígena llegaría hasta lo que hoy es Zacatecas; su fundación se asume que ocurrió el 8 de septiembre de 1546. Juan de Tolosa encabezaba a los pioneros europeos entre quienes además figuraban Baltasar Temiño de Bañuelos, Cristóbal de Oñate y Diego de Ibarra. Sin embargo suele considerarse que el hecho ocurrió en 1548.
La riqueza de las minas impulsó un rápido crecimiento sin seguir los cánones urbanos renacentistas en buena medida por la complicada topografía local; En 1585 recibió el título de «Muy Noble y Leal Ciudad de Nuestra Señora de Zacatecas» por parte del Rey de España Felipe II, mismo que en 1588 le dotó de su escudo de armas.
Además de la riqueza y del aumento progresivo de la población, otro elemento se sumó para que llegara a ser considerada como la segunda ciudad más importante de Nueva España: el establecimiento de órdenes religiosas entre las que se destacó la franciscana. Zacatecas se convirtió así en uno de los principales centros de operaciones misionales novohispanas. En la ciudad se asentaron las más diversas órdenes religiosas que fundaron templos y conventos, además de servir de base, junto con la localidad de Guadalupe, a la evangelización del norte del Virreinato de la Nueva España.

### SigloXIX
Cuando inició la guerra de Independencia, Zacatecas intervino, representada por personajes connotados como Víctor Rosales y José María Cos. El 21 de septiembre de 1810, día en que Hidalgo entró a Celaya, circuló en Zacatecas la primera noticia del movimiento. Después de diez años de lucha, y tras firmarse los Tratados de Córdoba, las autoridades de la ciudad juraron allí mismo la Independencia el 5 de julio de 1821. A dos años de la consumación de la independencia, la ciudad ascendió al estatus de capital del estado.
Entre 1824 y 1825, la ciudad fue testigo y escenario de la aparición de algunas instituciones: operó la primera imprenta en Zacatecas, se estableció la Tesorería General del Estado y la Administración de Rentas de la capital, se creó el Supremo Tribunal de Justicia; entró en vigor la primera Constitución Política del Estado (una de las primeras del país); se establecieron, además, el Tribunal de Alzadas del Comercio y el Tribunal de Alzadas de la Minería. Se fundó la Sociedad Patriótica de Amigos del País, con fines culturales, cívicos y sociales, integrada por mineros, comerciantes, agricultores, artesanos y hombres de letras; su órgano de difusión fue el Correo Político, el primer periódico publicado en el estado, cuyo primer ejemplar apareció en abril de 1825. En 1863 recibe el título de Ciudad Episcopal, tras la creación de la diócesis de Zacatecas.
En 1826, abrió sus puertas la primera escuela normal, ubicada en los altos de la casa conocida como de la Condesa. Ese año se abolió la esclavitud en el estado. En 1827 iniciaron las obras de construcción del portal de Rosales y en el lugar ocupado antes por la cárcel, en 1833, un teatro que tiempo después llevaría el nombre del dramaturgo Fernando Calderón y Beltrán, majestuoso edificio con capacidad para dos mil espectadores. Por desgracia, el 3 de octubre de 1889 sufrió un terrible incendio que lo dejó en muy mal estado. En este tiempo se terminó la edificación del mercado principal, magnífico edificio cuyo segundo piso funcionó como teatro y centro cultural, en lugar del teatro incendiado que ocho años después se reinauguraría como el fastuoso teatro Calderón.
A fines del siglo pasado surgieron artistas notables como Fernando Villalpando y Genaro Codina, autor de la Marcha Aréchiga o Marcha Zacatecas, considerada como el segundo Himno Nacional. Durante el porfiriato se construyeron numerosos edificios y monumentos sobre los cimientos de muchas fincas antiguas que amenazaban con venirse abajo. También durante este periodo florecieron las artes con una marcada influencia francesa. En 1884 llegó el primer tren a la ciudad y fueron instalados la energía eléctrica, el teléfono y el telégrafo.
Al consumarse la Independencia de México se erigió el Estado de Zacatecas con capital en la ciudad homónima. Francisco García Salinas, un destacado gobernador, defendió el federalismo en una época de agrias pugnas por establecer en México un régimen imperial o uno republicano. La ciudad vivió también los numerosos conflictos del siglo XIX, tales como las guerras contra Estados Unidos y Francia, la guerra de Reforma y la restauración de la República. También se vio beneficiada con el ferrocarril en 1884, estación en la vía Ciudad de México - Paso del Norte, desde 1888 Ciudad Juárez, Chih.

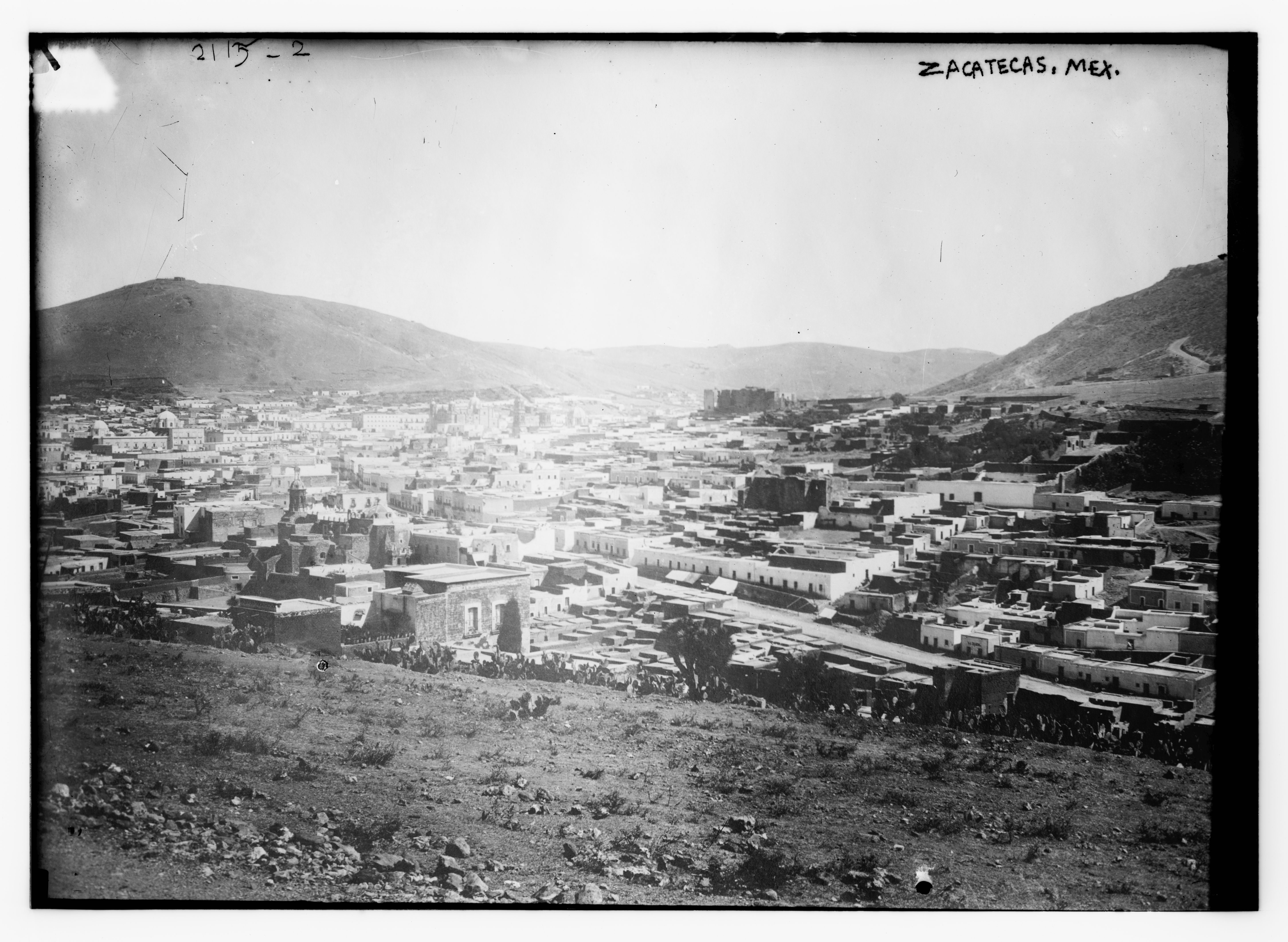
Vista panorámica de la Cd. de Zacatecas en 1900

### SigloXX

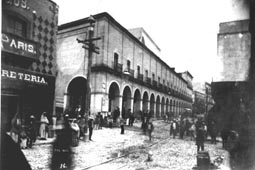
Portal de Rosales, después de la batalla.

La ciudad de Zacatecas hizo historia en  Revolución mexicana con  toma de Zacatecas, importante batalla librada el 23 de junio de 1914, cuando Francisco Villa y su tropa, conocida como Los Dorados, entre ellos Felipe Ángeles y Pánfilo Natera,  tomaron en un día combatiendo contra el ejército de Victoriano Huerta, al que diezmaron por completo, en uno de los hechos más sangrientos de la Revolución. Con esta histórica batalla se definió en buena medida el destino del país.
En la segunda década del siglo XX la ciudad experimentó un decrecimiento demográfico producido por el movimiento revolucionario; gracias a esto, la capital sufrió un estado de abandono, que de alguna manera ayudó a la conservación de los edificios antiguos del primer cuadro de la ciudad. No obstante, el golpe a la economía local fue contundente y sumado a la baja en los precios de los minerales, Zacatecas vivió décadas de acentuada recesión económica. Paradójicamente, la depresión económica significó la salvación de su patrimonio histórico, dada la escasa construcción. Se promulgaron las disposiciones legales que protegen las construcciones del centro histórico.
Durante el siglo XX la actividad minera disminuyó su magnitud tanto por el agotamiento de los yacimientos, como por los precios internacionales de la plata y otros minerales; lo que ha llevado a la economía local hacia otras actividades como el comercio y servicios, en especial administración pública, educación y turismo.

### Época Contemporánea
En diciembre de 1993 la Unesco dio al centro histórico de la ciudad de Zacatecas el reconocimiento de Patrimonio Cultural de la Humanidad. No obstante el centro de la ciudad fue incluido nuevamente en la lista de patrimonio en la categoría de itinerarios culturales al Camino Real de Tierra Adentro el 1 de agosto de 2010.
Hoy Zacatecas, como capital del estado, consolida su categoría de ciudad virreinal y moderna, su historia y presencia regional proporciona una de las pautas más importantes para entender el desarrollo del norte de México.

## Geografía

### Localización
| Ciudades cercanas |
| --- |
| Zacatecas Durango 289 km León, Guanajuato 245 km Torreón 403 km San Luis Potosí 160 km Monterrey 460 km Guadalajara 320 km Tepic 563km Ciudad de México 600 km Fresnillo 70 km Aguascalientes 130 km |
| Fuente |

### Hidrografía
En el territorio municipal de Zacatecas colindan dos Regiones Hidrológicas, la Lerma-Santiago y El Salado. Las corrientes de agua con que cuenta son: Machines-Chilitas, La Joya-Cieneguitas, Las Boquillas, De Abajo, El Crespo-El Molino, Temazcales-Manzanillas, y El Tezcal. Las principales cuerpos de agua que se encuentran en el municipio son las presas Las Chilitas, Calerilla y El Mirador.

### Orografía
La ciudad se asienta en un terreno montañoso, su elevación promedio es de 2440 m sobre el nivel del mar. Al norte de la ciudad, rumbo a Vetagrande las elevaciones superan esa cota.
| Elevación                | Altitud          |
| ------------------------ | ---------------- |
| Cerro el Grillo          | 2 690 m s. n. m. |
| Cerro los Alamitos       | 2 680 m s. n. m. |
| Cerro la Bufa            | 2 650 m s. n. m. |
| Cerro la Mesa            | 2 590 m s. n. m. |
| Cerro el Rincón Colorado | 2 540 m s. n. m. |
| Cerro la Mesa            | 2 440 m s. n. m. |
| Cerro Grande             | 2 370 m s. n. m. |

### Clima

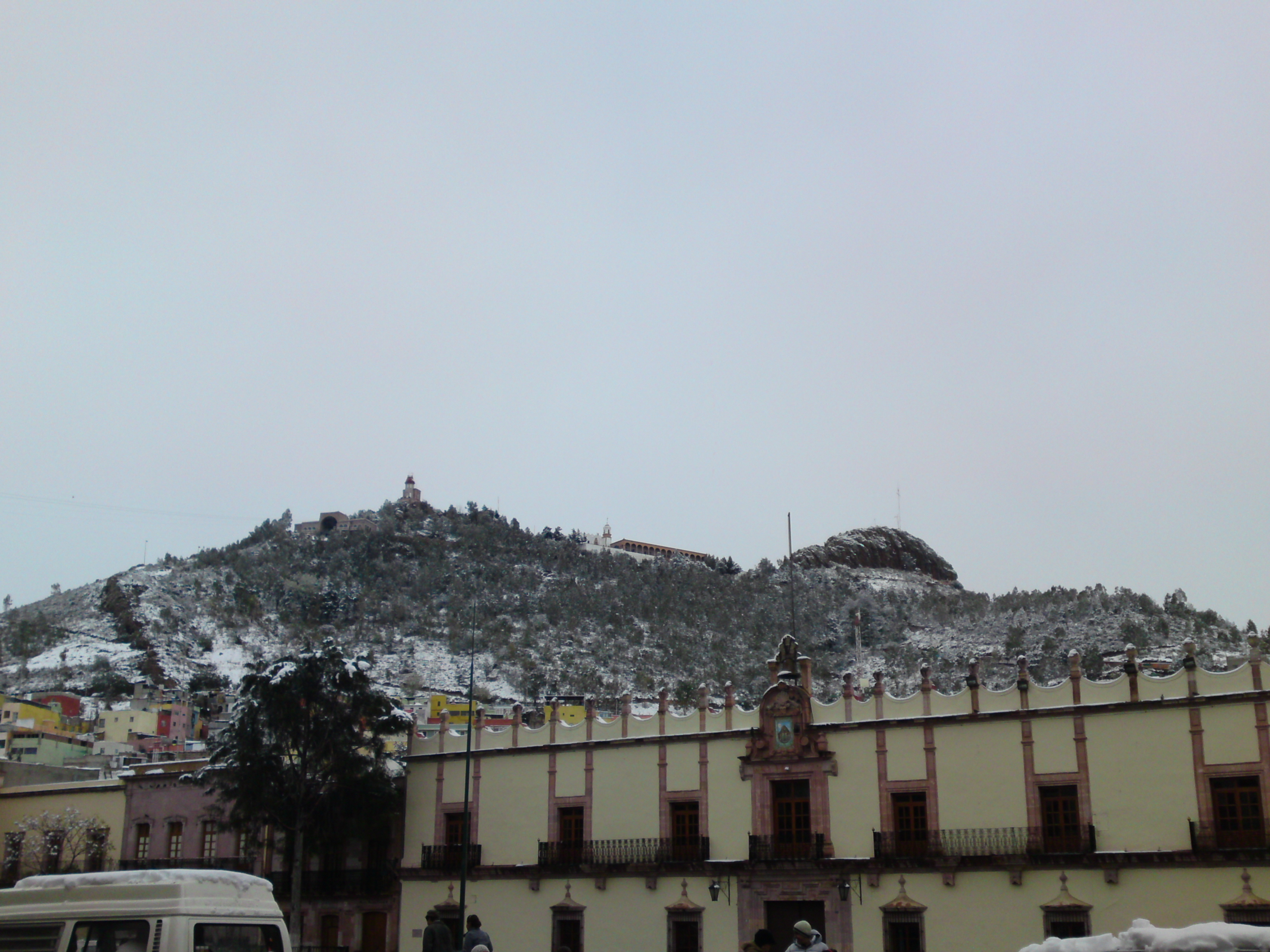
Nieve en la Plaza de Armas.

Según la clasificación climática de Köppen, Zacatecas tiene un clima semiárido frío  (bsk), con precipitaciones en verano y principios de otoño una cantidad de alrededor de 400 mm de precipitación.

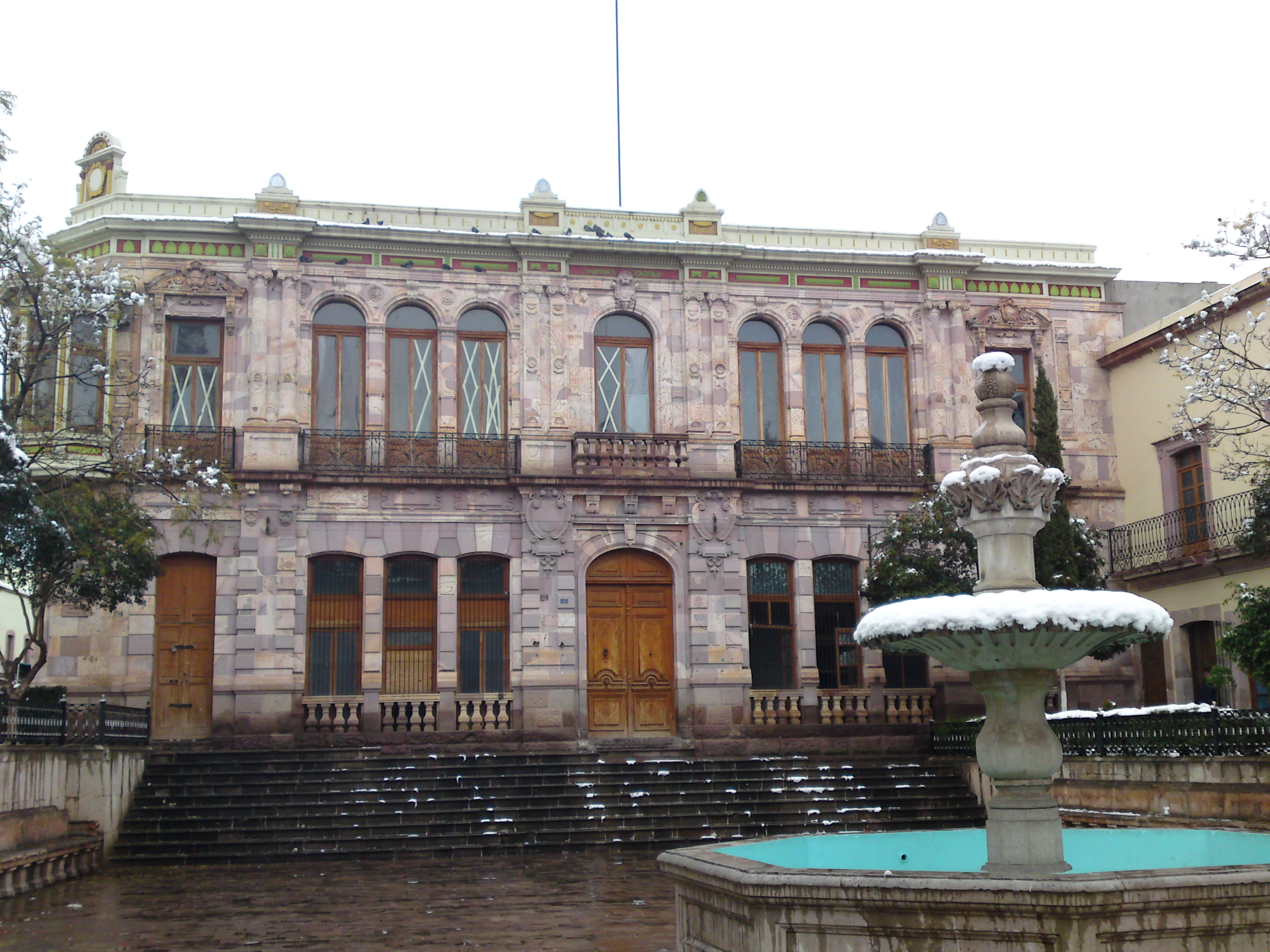
Zacatecas durante el invierno.

Las temperaturas suelen ser moderadas (templadas) a frías a lo largo de todo el año con una media de 13.8 °C. Sin embargo, suele ser común que en las noches de época invernal debido a la altitud de la ciudad, ocurra un descenso térmico abrupto (generalmente después de las 5:30 p. m.) lo que provoca que las temperaturas desciendan por debajo de los 0 °C, y esto a su vez provoca la formación de ligeras capas de hielo matutinas. Esta situación se puede agravar considerablemente con la aparición de frentes fríos que pueden hacer que la temperatura nocturna se mantenga por debajo de -5 °C durante varios días consecutivos.
Cabe destacar que de diciembre a abril, suelen ser recurrentes vientos fuertes que acentúan la sensación de frío.  
Las últimas nevadas de relevancia tuvieron lugar el 12 de diciembre de 1997, el 15 de enero de 2010, el 27 de enero de 2016, el 9 de marzo del mismo año, el 8 de diciembre del 2017, día en el cual se alcanzó una temperatura mínima de -12 °C en el área metropolitana de la entidad y una sensación térmica por la noche de -16 °C, así como el 2 de enero de 2021 una ligera nevada cubrió de blanco parte importante de la ciudad registrando una temperatura promedio de -5 °C, en las partes más bajas de la misma -2 °C, en las más elevadas hasta los -10 °C (colonias, lomas bizantinas, colinas del padre e Isabelica), la última precipitación de mezcla invernal se dio el 23 de noviembre de 2023, en dónde en zonas de la ciudad se dio caída ligera de aguanieve así como de lluvia y granizo, las temperaturas oscilaron en el área metropolitana de -1 °C a 4 °C a lo largo del día.
| Parámetros climáticos promedio de Zacatecas-La Bufa, elevación: 2612 m (normales 1991–2020, extremos 1951–2018) | Parámetros climáticos promedio de Zacatecas-La Bufa, elevación: 2612 m (normales 1991–2020, extremos 1951–2018) | Parámetros climáticos promedio de Zacatecas-La Bufa, elevación: 2612 m (normales 1991–2020, extremos 1951–2018) | Parámetros climáticos promedio de Zacatecas-La Bufa, elevación: 2612 m (normales 1991–2020, extremos 1951–2018) | Parámetros climáticos promedio de Zacatecas-La Bufa, elevación: 2612 m (normales 1991–2020, extremos 1951–2018) | Parámetros climáticos promedio de Zacatecas-La Bufa, elevación: 2612 m (normales 1991–2020, extremos 1951–2018) | Parámetros climáticos promedio de Zacatecas-La Bufa, elevación: 2612 m (normales 1991–2020, extremos 1951–2018) | Parámetros climáticos promedio de Zacatecas-La Bufa, elevación: 2612 m (normales 1991–2020, extremos 1951–2018) | Parámetros climáticos promedio de Zacatecas-La Bufa, elevación: 2612 m (normales 1991–2020, extremos 1951–2018) | Parámetros climáticos promedio de Zacatecas-La Bufa, elevación: 2612 m (normales 1991–2020, extremos 1951–2018) | Parámetros climáticos promedio de Zacatecas-La Bufa, elevación: 2612 m (normales 1991–2020, extremos 1951–2018) | Parámetros climáticos promedio de Zacatecas-La Bufa, elevación: 2612 m (normales 1991–2020, extremos 1951–2018) | Parámetros climáticos promedio de Zacatecas-La Bufa, elevación: 2612 m (normales 1991–2020, extremos 1951–2018) | Parámetros climáticos promedio de Zacatecas-La Bufa, elevación: 2612 m (normales 1991–2020, extremos 1951–2018) |
| Mes | Ene. | Feb. | Mar. | Abr. | May. | Jun. | Jul. | Ago. | Sep. | Oct. | Nov. | Dic. | Anual |
| --- | --- | --- | --- | --- | --- | --- | --- | --- | --- | --- | --- | --- | --- |
| Temp. máx. abs. (°C)                                                                                            | 29.0 | 28.6 | 29.8 | 35.0 | 34.8 | 32.0 | 31.0 | 30.5 | 29.4 | 25.5 | 27.9 | 25.0 | 35.0 |
| Temp. máx. media (°C)                                                                                           | 15.2 | 17.2 | 18.8 | 21.5 | 23.3 | 22.0 | 20.5 | 20.3 | 19.0 | 18.7 | 17.3 | 15.6 | 19.1 |
| Temp. media (°C)                                                                                                | 10.3 | 11.9 | 13.7 | 15.9 | 17.9 | 17.0 | 15.5 | 15.3 | 14.5 | 14.1 | 12.3 | 11.0 | 14.1 |
| Temp. mín. media (°C)                                                                                           | 6.3 | 7.5 | 8.9 | 11.0 | 12.7 | 12.4 | 11.4 | 11.5 | 11.3 | 10.6 | 8.6 | 7.4 | 10.0 |
| Temp. mín. abs. (°C)                                                                                            | -14.0 | -9.2 | -4.2 | -1.6 | 1.0 | 1.4 | 1.3 | 1.0 | 0.0 | 1.0 | -5.1 | -12.2 | -14.0 |
| Precipitación total (mm)                                                                                        | 12.1 | 9.0 | 4.0 | 3.5 | 12.0 | 61.3 | 94.0 | 73.7 | 73.7 | 23.3 | 9.1 | 6.0 | 381.5 |
| Días de precipitaciones (≥ 0.1 mm)                                                                              | 3.0 | 1.8 | 1.4 | 1.4 | 4.2 | 10.8 | 13.3 | 12.2 | 11.5 | 6.0 | 2.6 | 2.0 | 70.2 |
| Horas de sol | 218.4 | 223.6 | 246.4 | 240.0 | 271.9 | 223.6 | 221.4 | 212.1 | 187.0 | 215.8 | 241.3 | 202.3 | 2703.8 |
| Humedad relativa (%)                                                                                            | 47 | 42 | 34 | 31 | 38 | 57 | 67 | 68 | 73 | 61 | 53 | 48 | 52 |
| Fuente n.º 1: WMO, Servicio Meteorológico Nacional (extremos)                                                   | | | | | | | | | | | | | |
| Fuente n.º 2: NOAA                                                                                              | | | | | | | | | | | | | |

### Ecología

#### Flora
Las principales especies silvestres se encuentran en el municipio son: Nopal cardón, nopal duraznillo, nopal rastrero, cardenche, mezquite, huisache, pirul, zacate navajita, palma, álamo, sauce, garabatillo, maguey, engorda cabra y biznaga. Cabe mencionar que la vegetación original de la cabecera municipal consistía en pinos y encinos, la cual se perdió rápidamente, este hecho lo registra a principios del siglo XVII Don Alonso de la Mota y Escobar, Obispo de la Nueva Galicia.

#### Fauna
En cuanto a este recurso natural, las principales especies que ocurren en el municipio son: Coyote, zorra gris, gato montés, tlacuache, liebre, conejo, rata de campo, techalote, ardilla, tuza, mapache, zorrillo, paloma huilota, paloma ala blanca, gorrión, cuervo, aura, pitacoche, saltapared, golondrina, cenzontle, cernícalo, aguililla cola roja, y pato triguero.

## Demografía
La ciudad de Zacatecas cuenta, según el INEGI y gobierno de México (2020), con una población de 14 9607 habitantes (lo que representa el 8.53 % de la población del estado y una densidad de población de 420.09 hab/km²), de los que 71 972 son hombres y 77 635 mujeres.También tiene 454 indígenas donde se encuentran los Otomís (168); Zapotecos (108); Huastecos (66); Mayas (46); Náhuatles (42) y Chichimecos Jonáz (24).  
| Evolución demográfica de la ciudad de Zacatecas (1900 a 2020)                                                                         |
| --- |
| |
| Fuente:INEGI Zacatecas junto con Guadalupe forman la zona metropolitana Zacatecas-Guadalupe que en conjunto suman 405,285 habitantes. |

La ciudad se quedó tras la revolución con la mitad de los habitantes que tenía; el censo de población de 1910 indicaba que había 25 900; el siguiente, de 1920, señalaba que se tenían 15 462. La capital tardó más de 40 años para recuperar la población que poseía antes de la lucha armada. Fue en la década de los 50 que llegó al mismo número que tenía en 1910. A partir de 1892, cuando tenía 41 271 habitantes, la ciudad comenzó a tener menos pobladores debido a una epidemia de tifoidea y al declive de la minería, por lo que la batalla de 1914 agudizó el despoblamiento.
La ciudad en si no cuenta con una amplia cantidad de residentes extranjeros, hay aproximadamente 1300 personas de 52 diferentes nacionalidades que son principalmente canadienses, cubanos, latinos, españoles y estadounidense. En 2023 hubo una inmigración de 454 personas principalmente por causas laborales y familiares, aunque, los que más destacan son los canadienses, por su gran aporte en la minería del estado . 

## Organización territorial y urbanismo
La ciudad de Zacatecas se divide en 10 sectores, y estos en colonias. Las 179 colonias de la ciudad, a su vez, se agrupan en ocho zonas, mismas que están definidas según los servicios y la infraestructura que cuenten.
| Colonias de Zacatecas por Zonas | |       |
| Zona de la Ciudad               | Colonias | Plano |
| Zona 1                          | Colonias Irregulares |       |
| Zona 2                          | Buenos Aires - El Orito - CTM - Jardines del Sol - H. Ayuntamiento - Alma Obrera - La Toma - Luis Donaldo Colosio - Cieneguillas - Rinconada La Isabélica - Estrella de Oro - Europa - Fraccionamiento Mecánicos - Lomas de Cristo - Lomas del Bosque |       |
| Zona 3                          | Lomas de Bracho - Colinas del Padre, secciones I, II y IV - Lázaro Cárdenas - Las Palmas - Electricistas - Lomas del Patrocinio - Frente Popular - Felipe Ángeles - Lomas de la Pimienta - Minera - Filarmónica - Lomas Bizantinas - Fraccionamiento Villa Verde - Jaralillo - Toma de Zacatecas - Koreas I y II - González Ortega secciones I, II, III y IV - Pámanes Escobedo - Las Margaritas - Barrio de los Olivos |       |
| Zona 4                          | Las Fuentes - Mercado de Abastos - Minera - Benito Juárez - Cinco Señores - Díaz Ordáz - Barrio de Mexicapan - Tres Cruces - Francisco E. García - Pedro Ruiz González |       |
| Zona 5                          | Úrsulo García - Caleros - La Isabélica - Lomas del Capulín - Bancomer - Pánfilo Natera - Flores Magón - Lomas de La Encantada - Privada Loma Barroca - Villas SNTE58 - Campestre Santa Bárbara - Colinas del Vergel - Colinas del Padre secc. III, V y VI |       |
| Zona 6                          | Agronómica - Boulevares - La Joya - Tahona - Lomas del Lago - Privada La Encantada - Barros Sierra - La Peñuela - Hidráulica - SPAUAZ - Fovissste - Médicos Veterinarios - Lomas del Campestre |       |
| Zona 7                          | Caminera - Centro |       |
| Zona 8                          | Lomas de la Soledad - Sierra de Álica - Condominios Peñasquito - Conjunto San Martín - Ciudad Argentum - Las Colinas |       |

### Estructura urbana
La estructura urbana que tiene la capital de Zacatecas, en apariencia sin traza ni planeamiento, se debe a varios factores entre ellos, a la actividad económica que se desarrolló apoyada en la minería, y a las circunstancias topográficas. Ambas fueron determinantes para que la población se estableciera en un lugar preciso. Los primeros pobladores fueron agrupando sus casas de manera desordenada, cerca de las áreas de trabajo, en los bordes del arroyo, en las faldas de los cerros: de la Bufa, del Grillo, de la Carnicería, de los Remedios y en las lomas circundantes, que tomaban sus nombres dependiendo de la mina, hacienda o referencia cercana.

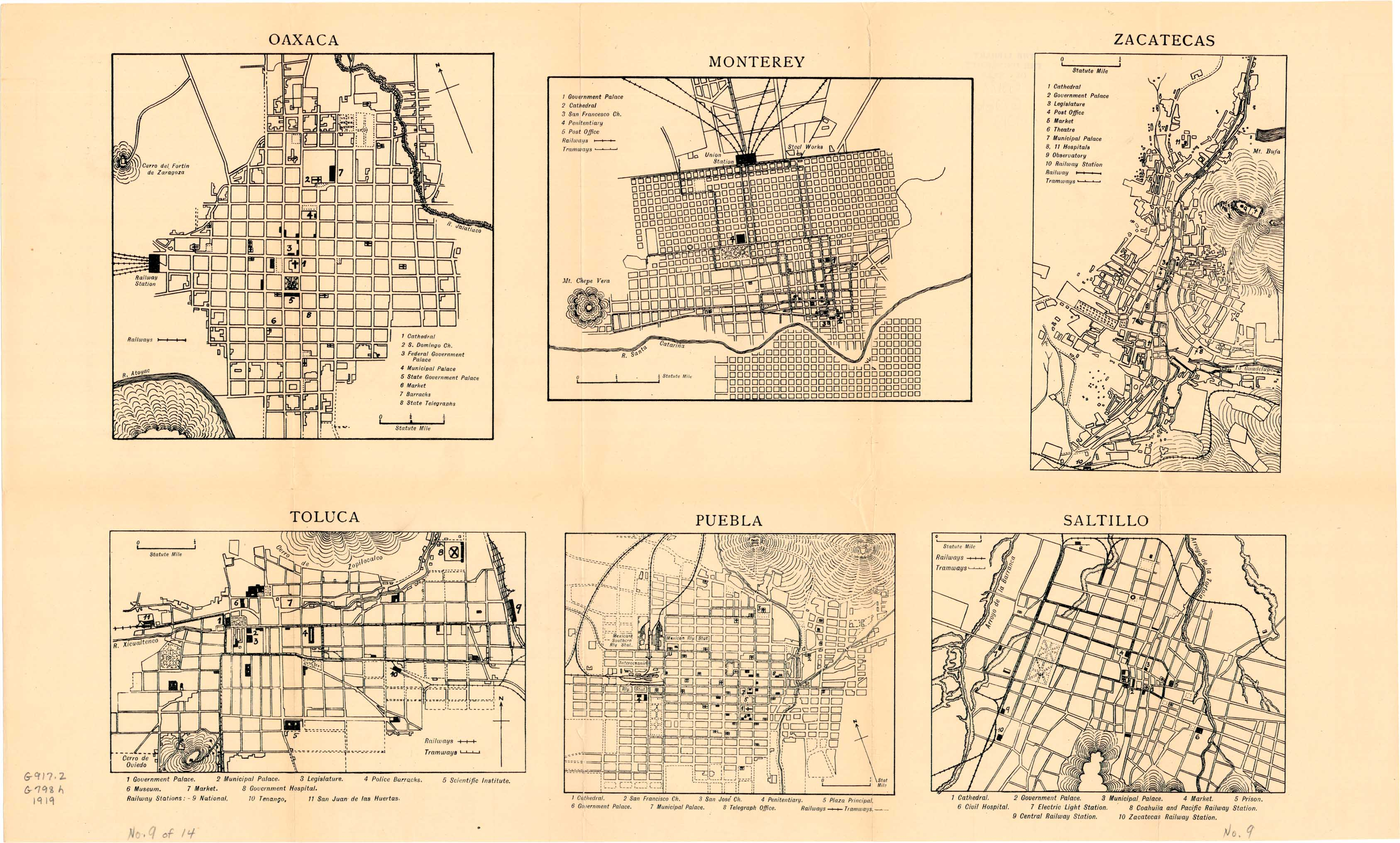
Croquis de las ciudades mexicanas, véase el de Zacatecas en la esquina superior derecha (1919)

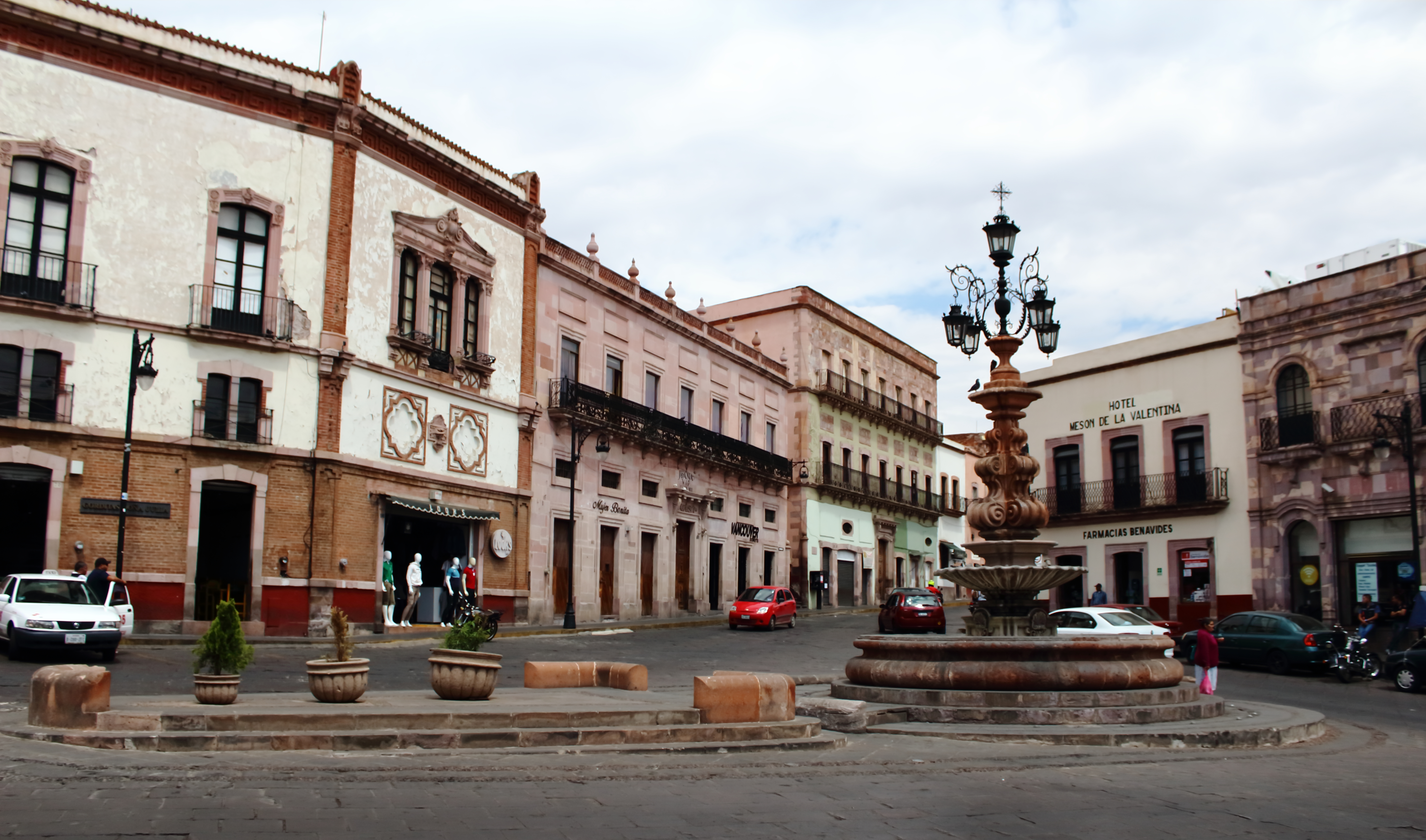
Calle Tacuba Centro, ciudad de Zacatecas

La ciudad se fundó en una cañada siguiendo el arroyo que los españoles llamaron "De la plata", porque comenzaba justamente en la mina de ese nombre, ubicada al norte de la localidad. El arroyo de la Plata, cruzaba la urbe de norte a sur, tenía varios afluentes: por el norte, de su origen al convento de San Francisco se le unía por el poniente el de Treto o los Olivos y el de la Quebrada que bajaba del poniente; continuando su rumbo hasta llegar a la calle de Tacuba, de donde seguía hacia el sur para el barrio nuevo: de ahí bajaban oriente y del poniente el arroyo de las Fuentecillas, el de la Isabélica y el de la Carnicería. Y del occidente descendían dos vertientes, una por la mina de Quebradilla y la otra por el pueblo del Chepinque- arroyo de Tonalá, desemboca hacia el tramo de Juan de Dios, este continuaba su rumbo para unirse al arroyo principal hacia el sur. Al establecer sus ciudades los españoles generalmente lo hacían conforme a una serie de disposiciones y ordenanzas, contenían el lugar donde debían levantarse las ciudades y la forma para la distribución de las calles y los edificios, acorde a una traza, tomando como base las ideas divulgadas por Renacentistas como Vitrubio y Alberti.
Así, imaginaron la manera de construir ciudades ideales en las que reinara la armonía; calles anchas y largas para que al mismo tiempo estén bien iluminadas, en algunos lugares no fue aplicada esa técnica ya sea por lo abrupto del terreno como lo es el caso de Zacatecas y de otros centros mineros, donde la condición topográfica influyó para la traza. El corazón de la ciudad de Zacatecas quedó integrado por edificios importantes, pero en este caso la plaza no se situó frente a la iglesia como era habitual. Las calles resultaron retorcidas y angostas en su mayoría al seguir las condiciones naturales del terreno, con una estructura muy distinta a la geometría planteada por los renacentistas. Influyó para ello el hecho de que los fundadores suponían que su estancia sería temporal, en principio se creyó que al explotarse las minas descubiertas hasta agotarlas, el lugar sería abandonado.
Según se advierte, la traza de la ciudad presentó dificultades porque no se había observado un plan urbano bien definido. La bonanza minera atrajo mucha gente a este lugar y algunos construyeron sus casas en donde mejor les pareció. Constantemente se erigían viviendas y todo tipo de construcciones sin guardar concierto ni título de propiedad, lo que constituyó un inconveniente, al no haber pertenencia y orden de calles.

#### Centro histórico
Actualmente, el centro de la ciudad tiene como eje principal la Avenida Hidalgo, que lo recorre de sur a norte y que es considerada por algunos como una de las más bellas del país, tanto por sus edificios virreinales, como por las plazas y casonas que se le agregaron más tarde, sobre todo en épocas de Porfirio Díaz. Al oriente junto a la Plazuela Goitia se levanta un elegante Centro Comercial, llamado Mercado González Ortega, un antiguo mercado Porfiriano transformado hace 25 años. Frente a él se ubica el Teatro Fernando Calderón, construido entre 1891 y 1897, con una arquitectura clásica francesa. El centro histórico de Zacatecas fue agregado en 1993 al registro de Patrimonio Mundial por parte de la UNESCO. Las razones por las que fue incluido este espacio urbano, se relacionan con sus elementos culturales, sus numerosas fachadas barrocas y su proyección armónica. En esta última, diferentes elementos ornamentales indígenas se mezclan con adornos europeos. Tras su fundación el 8 de septiembre de 1546, la ciudad de Zacatecas se transformó en una de las más importantes de la Nueva España. Todo ello se debió a su pujanza minera y gracias a ella fueron construidos los edificios más representativos de su centro histórico.

#### Principales vías

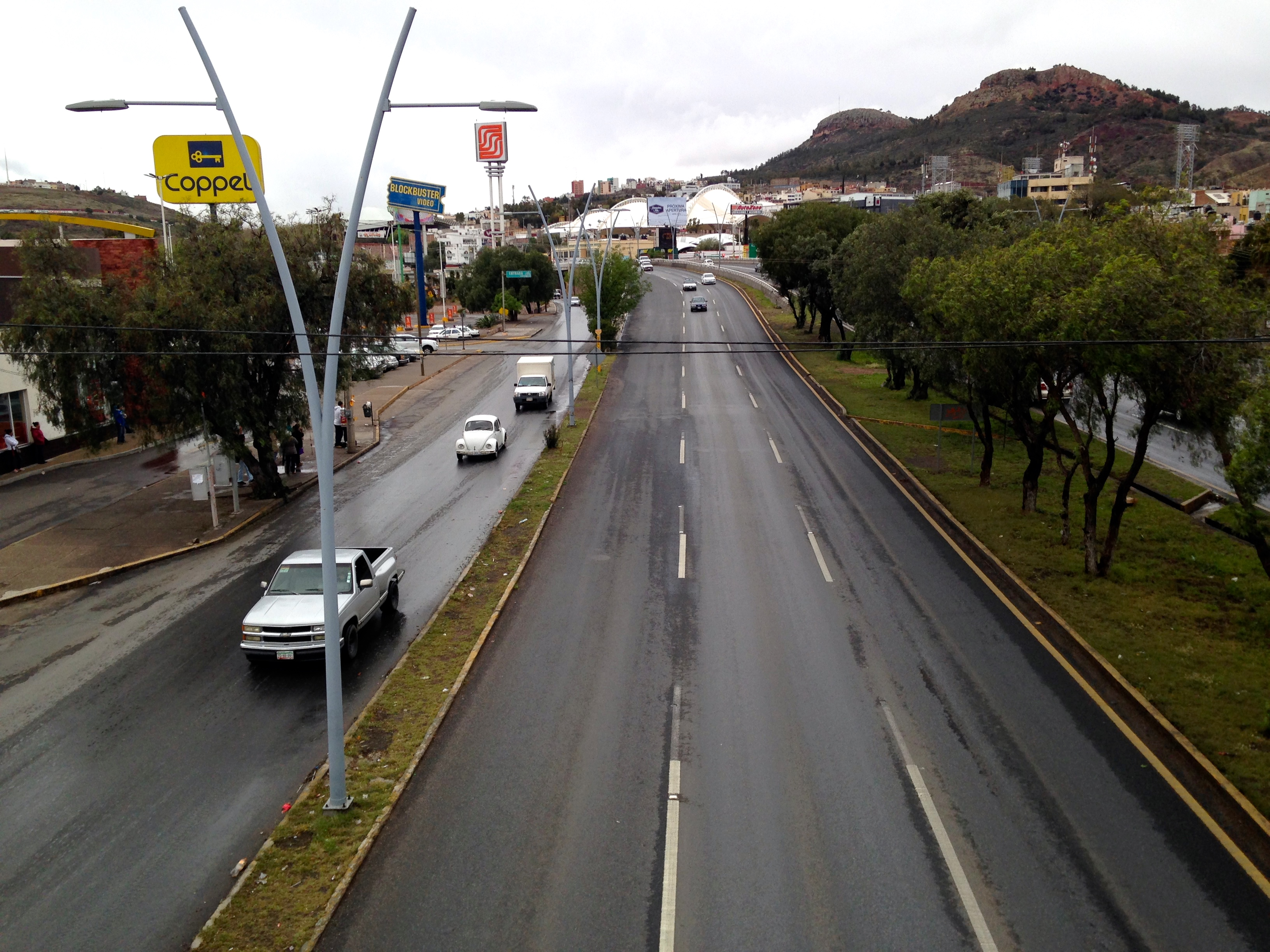
Bulevar Metropolitano

Debido a la estructura de la ciudad es difícil contar con vía amplias, la principal arteria que cruza la zona conurbada Zacatecas-Guadalupe es el Bulevar Metropolitano, dividido en varios sectores con distintos nombres: calzada Héroes de Chapultepec - bulevar Adolfo López Mateos - bulevar José López Portillo (parte de la ciudad de Guadalupe). Esta última es la principal vía para cruzar la ciudad, por lo que, al ser la más usada, sufre constantemente de tráfico, principalmente en las llamadas "hora pico". En conjunto con el bulevar se encuentra la avenida García Salinas que concentra gran parte de la zona comercial de la ciudad. Entre las rutas alternativas se encuentran los periféricos, uno que cruza la zona norte la de la ciudad, pasando al norte del primer cuadro de la ciudad y a las faldas del cerro de la Bufa. El otro es el Periférico Bicentenario que sirve para el tráfico de tránsito pesado y sirve de vía sur de la ciudad. Cabe destacar que el periférico Bicentenario actualmente ha cobrado importancia debido a la construcción de complejos habitacionales cercanos al mismo.
En 2019 se inauguró la nueva vialidad Manuel Felguérez, al norte de la ciudad.

#### Parques y jardines
La ciudad cuenta con gran variedad de parques y jardines, varios ubicados en el primer cuadro de la ciudad que se remontan a la época colonial, algunos de los parques de la ciudad son:
- Parque Ramón López Velarde: también conocido como parque Arroyo de la Plata, cruza gran parte de la zona conurbada. Este parque cuenta con una longitud total de 5,261 m, y tiene un área de 279,450 m2, y recorre paralelamente casi toda el bulevar Adolfo López Mateos.[34]

- Alameda José Trinidad García de la Cadena: Fue construida a principios del siglo XIX a instancias del gobernador Francisco García Salinas, quien dispuso a fines de 1831 la construcción de una Alameda. En 1835 se instalaron dos fuentes y en 1915 se colocó el quiosco central. Al inicio de la Alameda se encuentra la estatua en homenaje del gobernador Francisco García Salinas.[35]

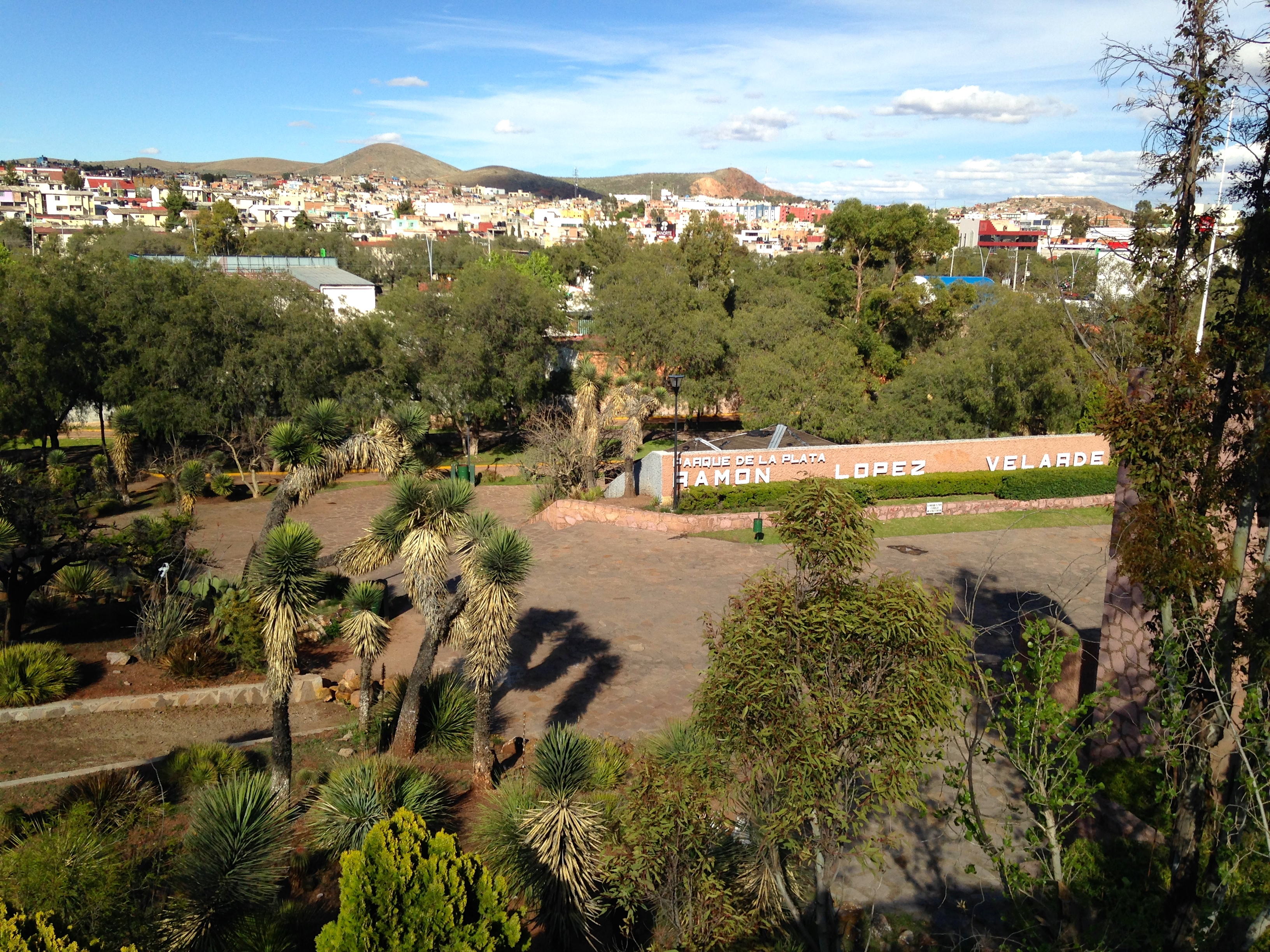
Parque "Arroyo de la Plata"

- Jardín Independencia: Construido a principios del siglo XIX en lo que se conocía como la plaza de Villarreal. Se inauguró como Jardín Independencia y se develó la estatua del ángel el 5 de febrero de 1911.[36]

- Jardín Juárez: Aquí estuvo una de las plazas más antiguas de la ciudad. A finales de la época virreinal fue utilizada como centro de operaciones para la compra y venta de maíz, por cuyo motivo se le denominó Plazuela del Maíz. En 1876, las autoridades de la ciudad construyeron un pequeño jardín para embellecer el entorno. A principios del siglo XX, el jardín fue sustituido por una cancha de baloncesto que conservó el nombre de Benito Juárez. En 1956 las autoridades repusieron el Jardín Juárez. El 20 de mayo de 1957 fue inaugurado por el presidente Adolfo Ruiz Cortines.[37]

- Jardín Niños Héroes: Este jardín fue inaugurado el 13 de septiembre de 1959 por la Delegación Zacatecas de la Asociación del Heroico Colegio Militar, en memoria de los Niños Héroes de Chapultepec en su gesta heroica del año 1847.[38]

- Parque General Enrique Estrada: El parque surge de la necesidad de crear un espacio para el primer cuadro de la ciudad, puesto que era un lugar cerrado para la población. A sus alrededores se encuentran construcciones importantes como el museo Francisco Goitia, el hotel Quinta Real, el Acueducto el Cubo y el Templo de Fátima.[39]

- Parque La Encantada: Data de principios del siglo XIX. Se considera un parque emblemático de la ciudad. Su nombre se debe a la creencia popular sobre la desaparición repentina de una veta de mineral. Contiene diversas atracciones como un zoológico, un lago con embarcadero, un tren y juegos infantiles, además de que en él se encuentra el establecimiento Mery Rocker desde hace 10 años, el cual ofrece una amplia variedad de comida rápida, antojitos mexicanos, bebidas frías preparadas sin alcohol y diversas botanas.[40]

## Economía
La economía de Zacatecas y su zona metropolitana está compuesto al entramado empresarial, muy ligada a las PyMES (pequeñas y medianas empresas); si bien en industria es muy poca dentro de la mancha urbana, a sus alrededores se encuentran parques industriales establecidos en varios municipios aledaños, en cuanto a agricultura sucede la misma situación. Actualmente la ciudad es la tercera urbe mexicana más barata para vivir, sobre la base de costos comparativos de productos y servicios ante otras ciudades de país.

### Sector servicios

#### Comercio

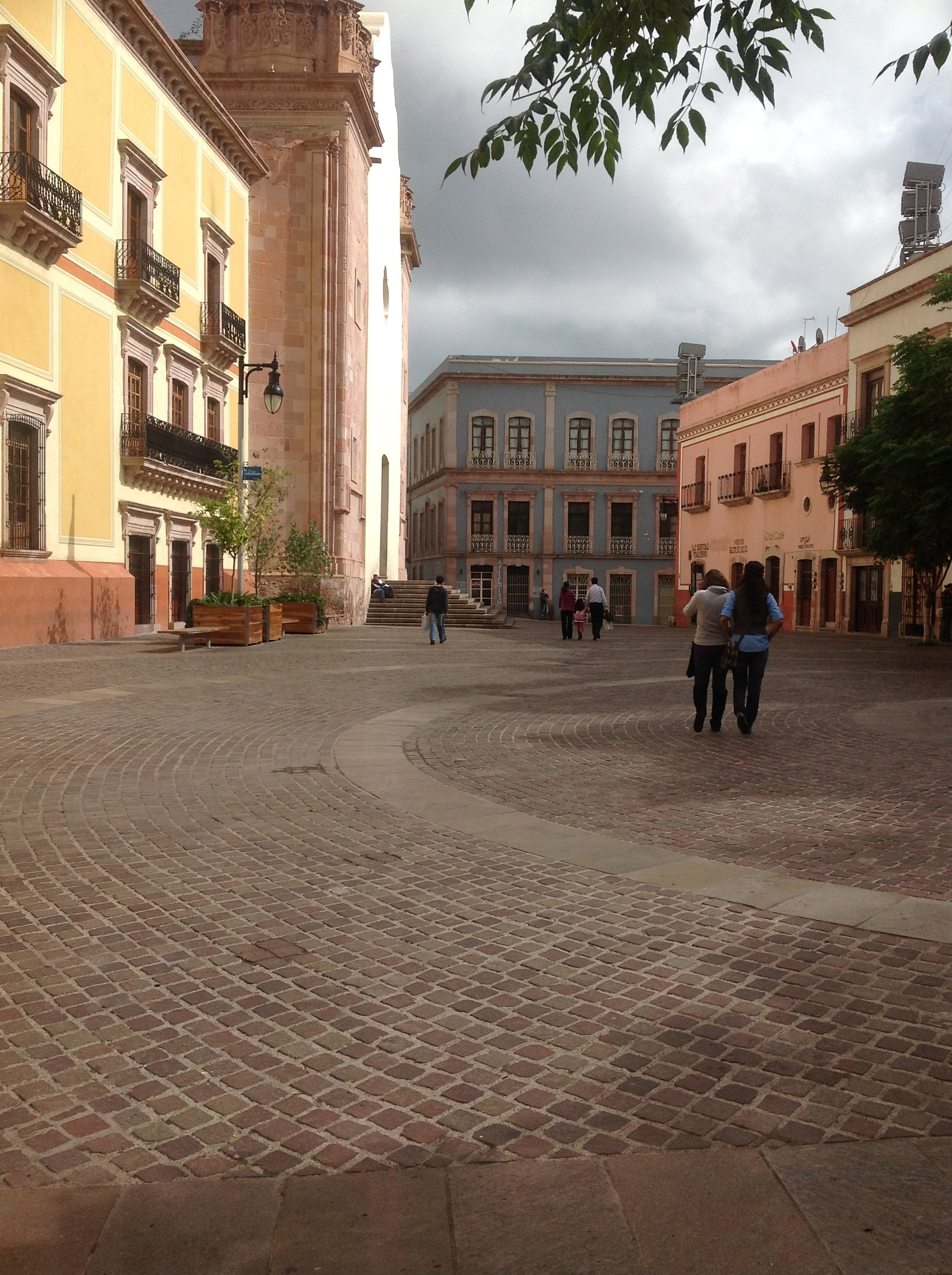
Callejuela céntrica en la ciudad de Zacatecas

1. La ciudad de Zacatecas concentra la mayoría del comercio de la región y cuenta, además con varios centros comerciales, grandes almacenes, hipermercados y supermercado; de aquellos destacan las grandes cadenas como Walmart que cuenta con supermercados como Walmart y Bodega Aurrera haciendo que estas cadenas de supermercados hagan sido los mayores inversores extranjeros en la ciudad, por ejemplo Walmart ha invertido 4,578 millones de dólares en 2023. Otras cadenas están instaladas en la ciudad como Soriana misma que cuenta con establecimientos en la zona metropolitana. En cuanto a centros comerciales se destacan dos:

- Plaza Tahona: Es un strip mall Ubicado en paseo García Salinas y calle Sevilla. Cuenta con tiendas y locales de prestigio, restaurantes como Burger King, Subway y salas de cine Cinemex como anclas, incluyendo la tienda de autoservicio Sam's Club.[42]

- Galerías Zacatecas: Perteneciente a la cadena de centros comerciales Galerías. Es el centro comercial más grande y moderno de Zacatecas. Fue inaugurado el 23 de agosto de 2012 Cuenta con boutiques, tiendas de prestigio, zona de entretenimiento, área de comida rápida, restaurantes y salas de cine Cinépolis. Sus tiendas ancla son tiendas departamentales como Liverpool y C&A.[43][44]

En la ciudad también existen mercados, donde personas locales ofrecen sus productos, en su mayoría frutas, verduras y otros comestibles al público en general, hay también, en varios puntos de la ciudad los llamados tianguis mismos que se instalan en calles de la ciudad para la venta de productos, en su mayoría comestibles, y cuya población trabaja en su mayoría por empleos informales con el 61 % de ella. Por ello tienen un salario promedio menor al del país, siendo de 5430 pesos mensuales.

#### Turismo
Posterior a los cuatro siglos de auge minero, esta ciudad da comienzo a su declive minero, debido a la caída del precio de la plata en los mercados mundiales y transita al turismo dentro del proceso de terciarización de su PEA. Como consecuencia del impulso a las  en México desde mediados del siglo pasado, la ciudad de Zacatecas se vio inmersa en el turismo y explotación de la riqueza patrimonial y cultural, la cual está conformada por una rica arquitectura barroca y churrigueresca de edificios civiles, residenciales y religiosos, que en su mayoría datan del siglo XVIII, periodo de auge y florecimiento. Por su particular ubicación en una cañada entre dos cerros, el de la Bufa y el del Grillo, la capital ha recibido un atributo característico, exclusivo de localidades cuya base económica fue la minería. Desde los años sesenta la ciudad experimentó la afluencia de turismo por diversos tipos de visitantes, principalmente nacionales, lo que dio inicio a la transformación de sus recursos en productos, como la instalación de hoteles, restaurantes, museos y otros servicios que emplea la actividad turística, como son bares, discotecas, centros nocturnos, agencias de viajes, arrendadoras de autos y otros.
El estado de Zacatecas es la única entidad que tiene leyes de conservación más avanzadas que el resto del país, ya que, además de mantener su arquitectura y conserva su entorno. Desde 1941 nació la inquietud de defender su patrimonio y se fundó el Patronato Cultural de Zacatecas. A partir de la declaratoria de la UNESCO, los establecimientos dedicados al hospedaje han crecido; el número de cuartos ha aumentado de 1992 al 2008, su evolución ha sido constante, y a partir de 1993 su aumento ha sido persistente. Para el 2008 la ciudad de Zacatecas contaba con 2 803 cuartos de hotel, en 62 hoteles de distintas categorías: la clase cuatro estrellas es la que cuenta con más hoteles, con un total de 18, seguida por la de tres estrellas con 17 hoteles; la de cinco estrellas con ocho hoteles; la de dos y una estrella con cuatro hoteles cada uno; en otros se encuentran 11 establecimientos de clase económica. Los turistas nacionales proceden tanto del mismo estado como de diferentes entidades de la República, entre las que destacan el Distrito Federal, los estados de México, Aguascalientes, Jalisco, Coahuila y Durango. En lo que respecta a los visitantes extranjeros, su procedencia de acuerdo con la región geográfica de origen en orden de importancia es Norteamérica, Europa y Centroamérica.

#### Turismo de negocios
Aunque Zacatecas no se caracteriza por el turismo de reuniones, sino el emergente, en los últimos se ha estado apostando porque cada vez se realicen más congresos y convenciones. En los últimos años se ha estado consolidando este tipo de turismo en la ciudad. Edificaciones historias sirven de escenario para congresos, convenciones, reuniones, cocteles y conciertos.
El Palacio de Convenciones, diseñado por el arquitecto mexicano Carlos Garciavélez y Cortázar, fue inaugurado en 2009 cuenta con El Gran Salón, principal recinto techado del Palacio tiene una superficie de 6188 m². Puede ser dividido en cinco salones de 970 m² cada uno y un lobby de 1355 m². En la segunda planta del edificio existen 28 salones multiusos alfombrados, con calefacción, iluminación y aislamiento al 80 % del ruido exterior los cuales pueden utilizarse para seminarios dentro de algún evento o bien, como central de organización de cualquier congreso.
En gran parte de sus interiores, pasillos y áreas de flujo, Garciavelez plasmó la esencia de la arquitectura colonial de Zacatecas, pero con un toque de originalidad y modernidad. El arco que cubre esta construcción mide 55 m de altura con un claro de 140 m, y sostiene la gran techumbre, eliminando columnas intermedias. Desde su apertura en el 2009, el Palacio de Convenciones Zacatecas ha tenido importantes eventos entre los que destacan Plácido Domingo, las conferencias del exvicepresidente de Estados Unidos Al Gore y del Premio Nobel, Mario Molina, colegios de Médicos, asociaciones civiles, empresas y corporativos.

## Servicios públicos

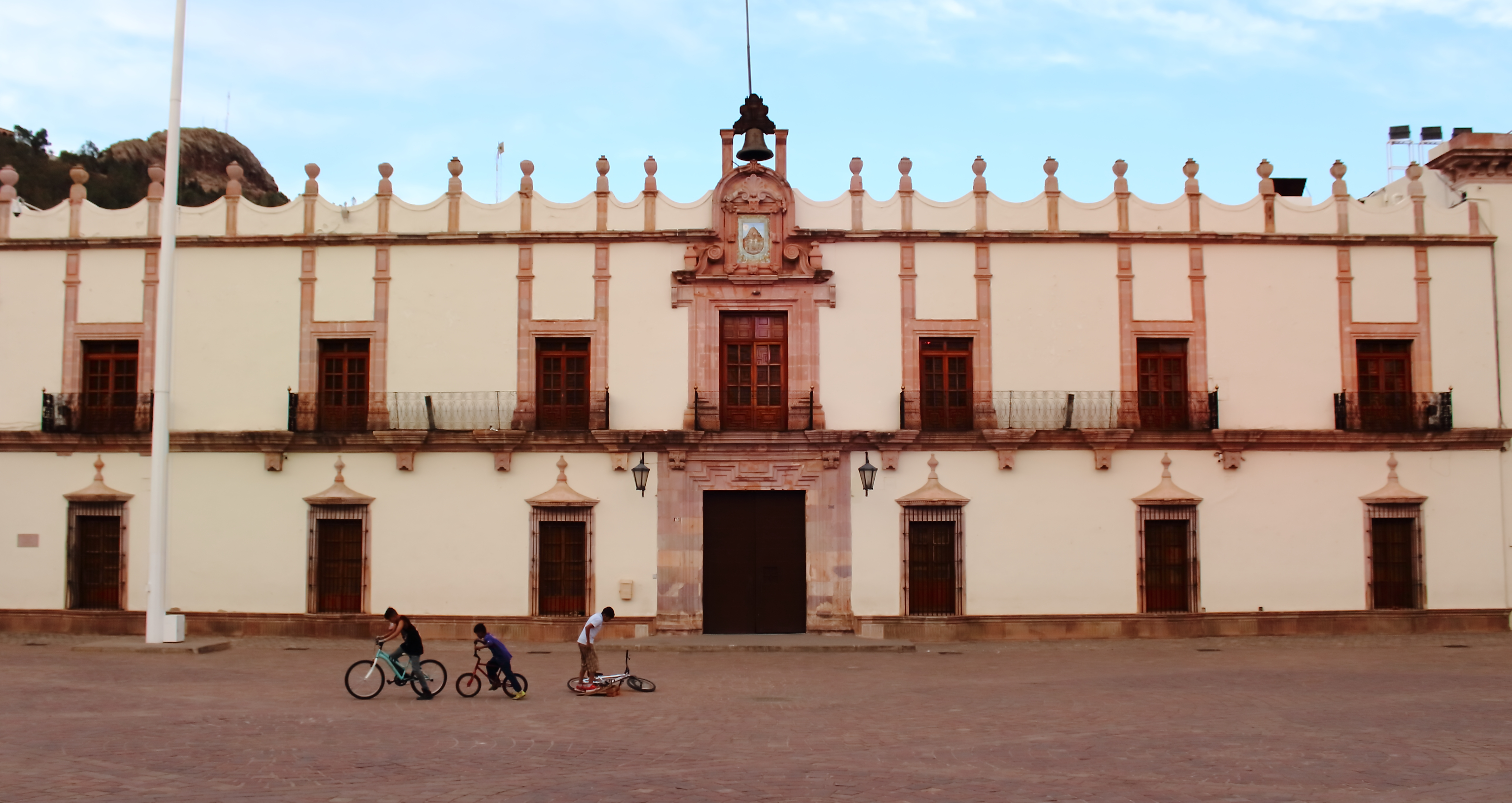
Palacio de Gobierno del estado de Zacatecas.

### Educación
La capital del estado cuenta con una infraestructura sólida de planteles educativos, ya que cuenta con una población alfabeta de 97.1 %, una de las más altas del país. En la ciudad y su área conurbada se encuentran, además de los planteles de educación básica, instituciones de educación media y superior, que ofrecen una amplia gama de estudios de licenciatura y posgrado, como las que a continuacíón se relacionan:

#### Educación básica
Al igual que en todo el país, la educación es laica, gratuita y obligatoria siguiendo los parámetros del artículo nº 3 de la constitución. De acuerdo con el Censo de Población y Vivienda 2010 la tasa de alfabetización en la ciudad es de 98.6 % para los habitantes de 15 o más. En cuanto al grado de asistencia escolar se presenta el 95.9 % para los habitantes de 15 a 17 años.
| Planteles educativos de educación básica de la ciudad de Zacatecas |                          |                          |                      |
| Nivel educativo                                                    | Nº de planteles públicos | Nº de planteles privados | Nº de alumnos (2013) |
| Preescolar                                                         | 39                       | 18                       | 5,741                |
| Primaria                                                           | 39                       | 13                       | 15,887               |
| Secundaria                                                         | 19                       | 9                        | 8,266                |
| CAM                                                                | 3                        | 2                        | 797                  |
| Fuente: CEMABE de INEGI                                            |                          |                          |                      |

#### Educación superior
Al ser la capital y centro económico del Estado, la ciudad cuenta con un variado número de universidades tanto públicas como privadas. Además, es sede de la Universidad Autónoma de Zacatecas la institución pública de educación superior más importante y antigua del Estado. Cuenta además con oferta educativa para el nivel medio superior. Su historia data del año de 1832 con el nombre de Instituto Literario.
Públicas
- Universidad Autónoma de Zacatecas
- Instituto Tecnológico de Zacatecas
- Universidad Tecnológica del Estado de Zacatecas En la vecina ciudad conurbada de Guadalupe
- Instituto Politécnico Nacional UPIIZ-IPN
- Universidad Pedagógica Nacional En la vecina ciudad conurbada de Guadalupe
- Escuela de Conservación y Restauración de Zacatecas "Refugio Reyes"

Privadas
- Universidad Autónoma de Durango Campus Zacatecas
- Instituto Tecnológico y de Estudios Superiores de Monterrey Campus Zacatecas
- Universidad Interamericana para el Desarrollo (Red de Universidades Anáhuac)
- Universidad de la Vera-Cruz
- Universidad Sierra Madre

Escuelas Normales
- Benemérita Escuela Normal "Manuel Ávila Camacho" (Zacatecas, Zac).
- Escuela Normal Superior de Zacatecas (Zacatecas, Zac).
- Centro de Actualización al Magisterio en Zacatecas (Zacatecas, Zac).

#### Seguridad
Como es común en cualquier municipio de México, el cuerpo de seguridad local está a cargo de la policía municipal preventiva, misma que serán las de mantener y garantizar en el territorio del Municipio de Zacatecas, pero a partir del 2014 la policía municipal pasó a estar integrada al mando único policial, donde las 58 direcciones municipales de seguridad pública del Estado quedarán unificadas en una sola corporación.
En cuanto a la seguridad de la zona metropolitana, la encargada en la recientemente creada policía metropolitana Metropol misma que al momento de su creación contó con 50 elementos para el resguardo de la zona conurbada Zacatecas-Guadalupe.

## Televisión en Zacatecas
NOTA 1: Debido a la pandemia de COVID-19, se creó el programa «Aprende en casa» para continuar con las clases de educación pública a distancia. Por este motivo, varias estaciones y cadenas tendrán temporalmente nuevos canales multiprogramados que no requerirán de la autorización por el IFT. Debido a su caracter temporal, se recomienda no incluir estos en el anexo, unicamente se incluirán si aparecen en la lista oficial de multiprogramación del IFT.
| Población   | Estación (Distintivo) | Potencia (kW) | Canal físico | Canal virtual      | Nombre       | Resolución y aspecto                                 | Concesionario | Tipo de concesión                                                                              | |
| Zacatecas   |                       |               |              |                    |              |                                                      |               |                                                                                                | |
| XHSPRZC-TDT | 21.557                | 15            | 14.1         | Canal Catorce      | 1080i - 16:9 | Sistema Público de Radiodifusión del Estado Mexicano | Pública       | Canales con compresión MPEG-4.                                                                 | Canales con compresión MPEG-4. |
| XHSPRZC-TDT | 21.557                | 15            | 14.2         | aprende+           | 480i - 16:9  | Sistema Público de Radiodifusión del Estado Mexicano | Pública       | Canales con compresión MPEG-4.                                                                 | Canales con compresión MPEG-4. |
| XHSPRZC-TDT | 21.557                | 15            | 11.1         | once               | 480i - 16:9  | Sistema Público de Radiodifusión del Estado Mexicano | Pública       | Canales con compresión MPEG-4.                                                                 | Canales con compresión MPEG-4. |
| XHSPRZC-TDT | 21.557                | 15            | 20.1         | tv•unam            | 480i - 16:9  | Sistema Público de Radiodifusión del Estado Mexicano | Pública       | Canales con compresión MPEG-4.                                                                 | Canales con compresión MPEG-4. |
| XHSPRZC-TDT | 21.557                | 15            | 22.1         | Canal 22           | 480i - 16:9  | Sistema Público de Radiodifusión del Estado Mexicano | Pública       | Canales con compresión MPEG-4.                                                                 | Canales con compresión MPEG-4. |
| XHSPRZC-TDT | 21.557                | 15            | 45.1         | Canal del Congreso | 480i - 16:9  | Sistema Público de Radiodifusión del Estado Mexicano | Pública       | Canales con compresión MPEG-4.                                                                 | Canales con compresión MPEG-4. |
| XHBD-TDT    | 130                   | 16            | 2.1          | Las Estrellas      | 1080i - 16:9 | Televimex S.A. de C.V.                               | Comercial     | •                                                                                              | Aguascalientes, Ags. (225) San Juan de Los Lagos, Jal. (Canal 24/2kW) Sain Alto, Zac. (0.39) Tabasco, Zac. (0.85) Tepetongo, Zac. (0.36) |
| XHBD-TDT    | 130                   | 16            | 2.2          | FOROtv             | 480i - 16:9  | Televimex S.A. de C.V.                               | Comercial     | •                                                                                              | Aguascalientes, Ags. (225) San Juan de Los Lagos, Jal. (Canal 24/2kW) Sain Alto, Zac. (0.39) Tabasco, Zac. (0.85) Tepetongo, Zac. (0.36) |
| XHBQ-TDT    | 130                   | 17            | 5.1          | 5*                 | 1080i - 16:9 | Radio Televisión, S.A. de C.V.                       | Comercial     | •                                                                                              | Tabasco, Zac. (0.85) Tepetongo, Zac. (0.36) Valparaíso, Zac. (20)                                                                        |
| XHZAT-TDT   | 130                   | 19            | 9.1          | NU9VE Zacatecas    | 1080i - 16:9 | Teleimagen del Noroeste, S.A. de C.V.                | Comercial     | •                                                                                              | • |
| XHZAC-TDT   | 8.93                  | 20            | 15.1         | B15                | 1080i - 16:9 | Integración Mexicana con Visión en Zacatecas, A.C.   | Social        | •                                                                                              | • |
| XHFZC-TDT   | 10.001                | 22            | 44.1         | NTR TV             | •            | Fundación Cultural por Zacatecas, A.C.               | Social        | •                                                                                              | Fresnillo, Zac. (0.5) Jerez, Zac. (0.5) Ojocaliente, Zac. (0.5)                                                                          |
| XHZHZ-TDT   | 41.9                  | 24            | 24.1         | SIZART Canal 24    | 1080i - 16:9 | Gobierno del Estado de Zacatecas                     | Pública       | •                                                                                              | • |
| XHZHZ-TDT   | 41.9                  | 24            | 24.2         | once niñas y niños | 480i - 16:9  | Gobierno del Estado de Zacatecas                     | Pública       | •                                                                                              | • |
| XHZHZ-TDT   | 41.9                  | 24            | 24.4         | TV UAZ             | 480i - 16:9  | Gobierno del Estado de Zacatecas                     | Pública       | •                                                                                              | • |
| XHCTZA-TDT  | 92.942                | 27            | 3.1          | Imagen Televisión  | 1080i - 16:9 | Cadena Tres I, S.A. de C.V.                          | Comercial     | Cobertura incluye Jerez de García Salinas, Guadalupe y Fresnillo, Zac.                         | Cobertura incluye Jerez de García Salinas, Guadalupe y Fresnillo, Zac.                                                                   |
| XHCTZA-TDT  | 92.942                | 27            | 3.4          | Excélsior TV       | 480i - 16:9  | Cadena Tres I, S.A. de C.V.                          | Comercial     | Cobertura incluye Jerez de García Salinas, Guadalupe y Fresnillo, Zac.                         | Cobertura incluye Jerez de García Salinas, Guadalupe y Fresnillo, Zac.                                                                   |
| XHCPCJ-TDT  | •                     | 28            | •            | •                  | •            | Instituto Politécnico Nacional                       | Pública       | •                                                                                              | • |
| XHZAE-TDT   | 10                    | 30            | 30.1         | TeleZer            | •            | Valores y Tradiciones de Mi Tierra, A.C.             | Social        | •                                                                                              | • |
| XHLVZ-TDT   | 44.110                | 31            | 1.1          | Azteca uno         | 1080i - 16:9 | Televisión Azteca III, S.A. de C.V.                  | Comercial     | Autorizado a transmitir hasta 25% de programación distinta en el canal 1.1 en complementarias. | Colotlán, Jal. (2.041) Valparaíso, Zac. (1.42)                                                                                           |
| XHLVZ-TDT   | 44.110                | 31            | 1.2          | adn40              | 480i - 16:9  | Televisión Azteca III, S.A. de C.V.                  | Comercial     | Autorizado a transmitir hasta 25% de programación distinta en el canal 1.1 en complementarias. | Colotlán, Jal. (2.041) Valparaíso, Zac. (1.42)                                                                                           |
| XHIV-TDT    | 43.240                | 36            | 7.1          | Azteca 7           | 1080i - 16:9 | Televisión Azteca III, S.A. de C.V.                  | Comercial     | •                                                                                              | Colotlan, Jal. (1.49) |
| XHIV-TDT    | 43.240                | 36            | 7.2          | a más+             | 480i - 16:9  | Televisión Azteca III, S.A. de C.V.                  | Comercial     | •                                                                                              | Colotlan, Jal. (1.49) |

## Radio en Zacatecas
Frecuencia Modulada
| Frecuencia MHz | Estación | Nombre              | Ubicación del transmisor                 | Potencia kW | Operador                                                                                 |
| 89.9           | XHEPC-FM | Sonido Estrella     | Julián Aguirre #110, Lomas de la Soledad | 8.5         | Central Trade Media                                                                      |
| 91.5           | XHZTS-FM | Estéreo Plata       | Cerro de los Grillos                     | 50.0        | Grupo Plata                                                                              |
| 93.3           | XHEXZ-FM | Lupe                | Cerro de la Virgen                       | 50.0        | Grupo Radiofónico Zer                                                                    |
| 94.7           | XHGAP-FM | La Súper G          | Cerro de los Grillos                     | 50.0        | Grupo Plata                                                                              |
| 95.5           | XHZTZ-FM | Lobos FM            |                                          | 3.0         | Universidad Autónoma de Durango (Fomento Educativo y Cultural Francisco de Ibarra, A.C.) |
| 96.1           | XHGPE-FM | La Voz              | cerro las Cumbres                        | 2.4 kW PRT  | Rate Cultural y Educativa de México, A.C.                                                |
| 96.5           | XHZER-FM | La Líder Stereo Zer | Cerro de la Virgen                       | 100.0       | Grupo Radiofónico Zer                                                                    |
| 97.9           | XHZH-FM  | Radio Zacatecas     | Cerro de la Virgen                       | 2.81        | Gobierno del Estado de Zacatecas                                                         |
| 99.3           | XHZAZ-FM | Amor Es 99.3        | Cerro de la Virgen                       | 10.0        | Grupo Radiofónico Zer                                                                    |
| 106.5          | XHLK-FM  | 106.5 Digital       | Cerro de la Virgen                       | 10.0        | Grupo Radiofónico Zer                                                                    |

## Religión

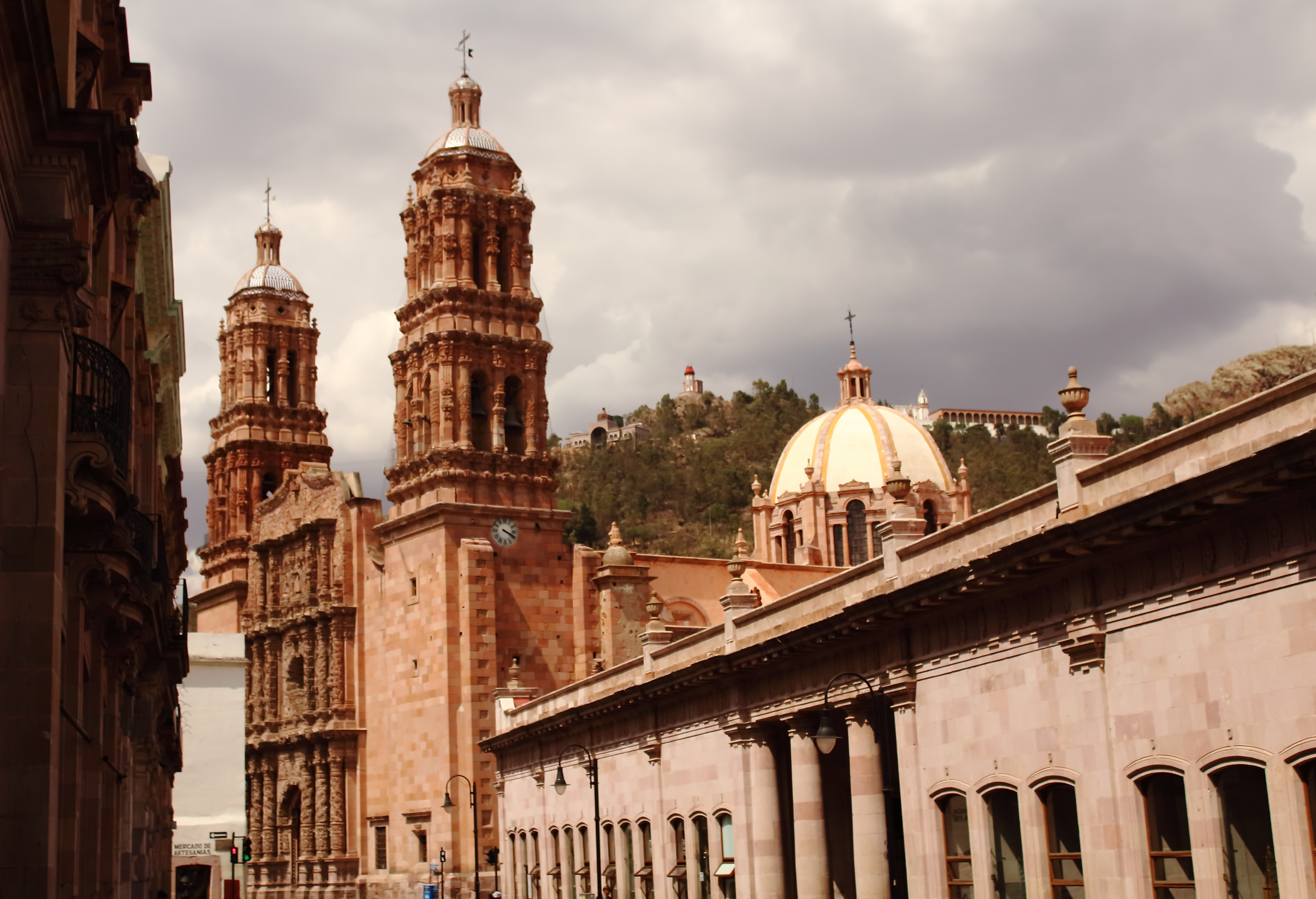
Catedral Basílica de la Asunción de María de Zacatecas, Zacatecas.

La mayor parte de la población de la ciudad es de la religión católica representando el 92.3 % de la religión, aunque también existen otras organizaciones que practican otros credos de tipo protestante. Está presente la comunidad de la Iglesia de Jesucristo de los Santos de los Últimos Días y de los Testigos de Jehová, formando el 2 % de la población de la ciudad. Cabe destacar que un número importante de habitantes no profesa ninguna religión formando el 2.4 % de su población.

## Culturales

### Tradiciones y fiestas

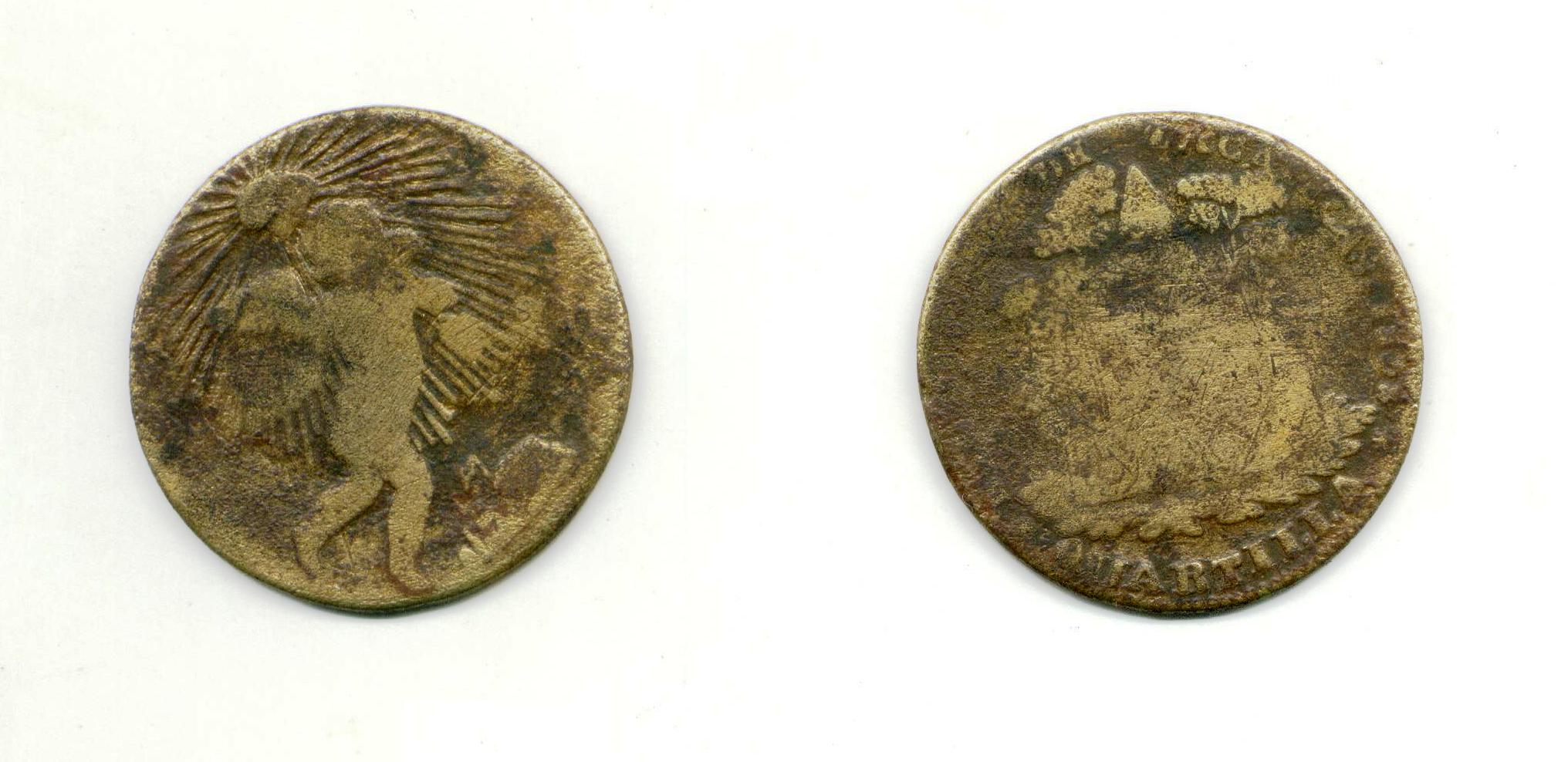
Moneda de 1/4 de real acuñada en la ciudad de Zacatecas en 1858.

En la ciudad las fiestas se celebran en el mes de septiembre, en honor a dos patronas siendo el día 8 cuando se conmemora a la Virgen de los Zacatecas (patrona principal) cuya imagen se encuentra en la Catedral y a la Virgen del Patrocinio (patrona especial) el día 15 y se encuentra en el cerro de la Bufa. Además hay diversos eventos en el marco de la Feria Nacional de Zacatecas: culturales, artísticos, corridas de toros en la Monumental de Zacatecas, palenque, exposiciones artesanales, comerciales y ganadera; bailes, charreadas, carreras de caballos y muestras gastronómicas entre otras.
Otra fiesta de gran tradición y más antigua que la feria, ya que data desde tiempos del virreinato, es  las Morismas de Bracho, celebrada durante la última semana del mes de agosto. Es una representación teatral de las batallas entre moros y cristianos, donde estos últimos vencen y decapitan al rey enemigo. La escenificación de las batallas tienen lugar en las Lomas de Bracho, sitio aún despoblado en las afueras de la ciudad. Los actores que la representan pertenecen a la Cofradía de San Juan Bautista. Emplean variados uniformes y armas de salva, inclusive cañones.
Las festividades zacatecanas se caracterizan por las retumbantes y alegres notas del tamborazo, que se disfrutan en las tradicionales callejoneadas recorriendo las calles, plazas, plazuelas y callejones del centro histórico de la ciudad mientras se toma una bebida típica de Zacatecas, el mezcal.

#### Festival Cultural de Zacatecas
El festival cultural de Zacatecas, celebrado durante las festividades de Semana Santa, es un evento artístico cultural, donde conviven la literatura, poesía, música, pintura y cine que reúne en la capital zacatecana a músicos, cantantes, bailarines, escritores, artistas plásticos y académicos nacionales y extranjeros.
En festival que se llevó a cabo solo una vez y fue el 11 de abril de 1997 donde se celebró el primer Congreso Internacional de la Lengua Española.

### Teatros y cines
Zacatecas cuenta con 3 teatros de relevancia cultural. El Teatro Fernando Calderón, construido entre 1891 y 1897, con una arquitectura clásica francesa, el cual actualmente se encuentra bajo administración de la UAZ y sirve para las presentaciones y foros de la misma universidad. El Teatro Ramón López Velarde, de más importancia comercial, ya que en él se realizan presentaciones de diferentes compañías de teatro de la Ciudad de México, y por último, se encuentra el teatro del IMSS, en el que en su mayoría se realizan presentaciones infantiles y de beneficencia.
Actualmente la ciudad cuenta con dos cines los cuales son, Cinemex, ubicado en el Centro Comercial "Tahona" y Cinépolis ubicado en Plaza Galerías Zacatecas pero antiguamente contaba con más, desde el clásico cine "Rex", que tuvo su auge en la Época de Oro del Cine Mexicano, hoy extinto y transformado en un estacionamiento, el moderno complejo "Cinemas Zacatecas" hoy en proceso de ser un centro cultural, y por último las viejas "Salas 2000", hoy abandonadas.

### Deportes

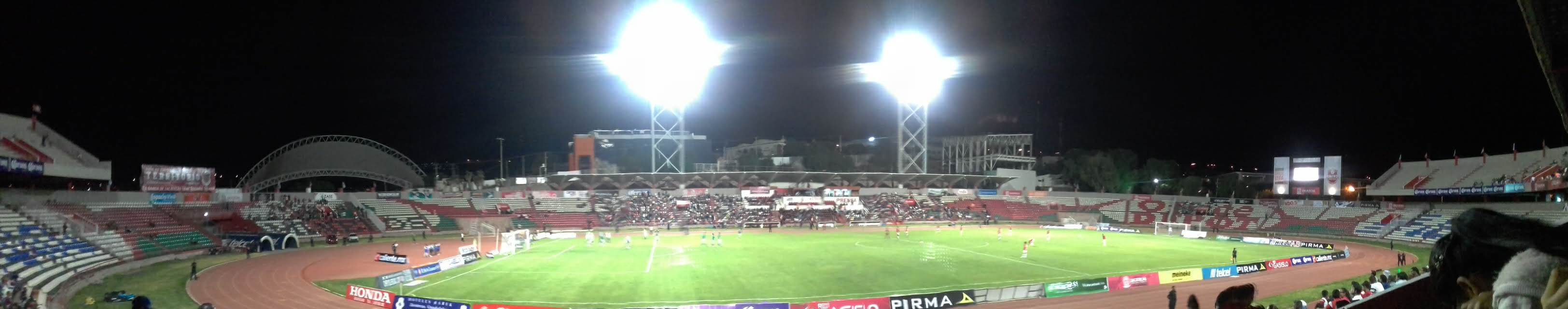
Estadio Carlos Vega Villalba.

Después de 10 años sin contar con alguna franquicia en las principales divisiones del fútbol mexicano, llegó a la ciudad la franquicia campeona del Ascenso MX del Estudiantes Tecos bajo el nombre de Mineros de Zacatecas, que juega cómo local en el Estadio Carlos Vega Villalba.

## Turismo: lugares de interés

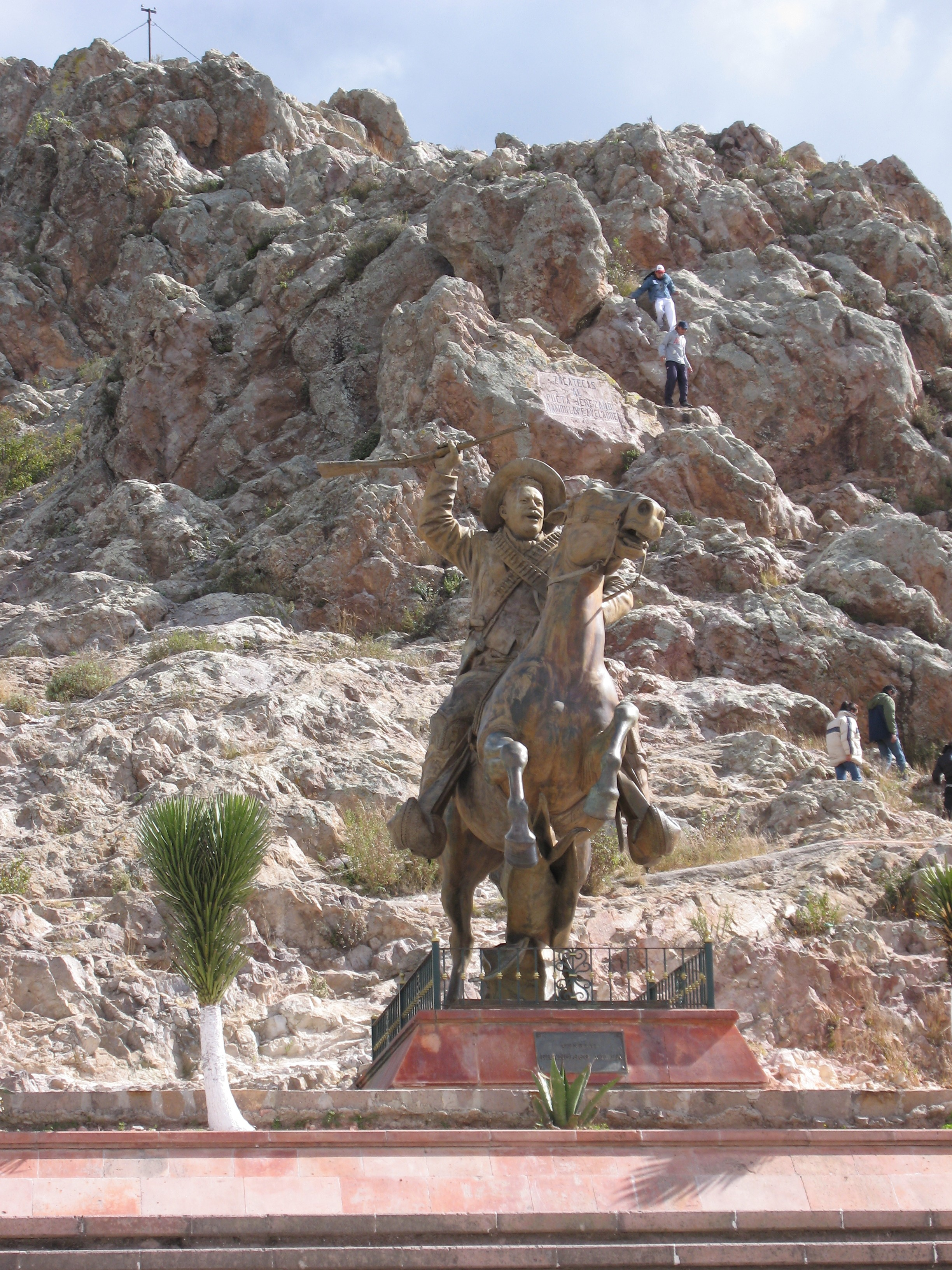
Estatua de Francisco Villa

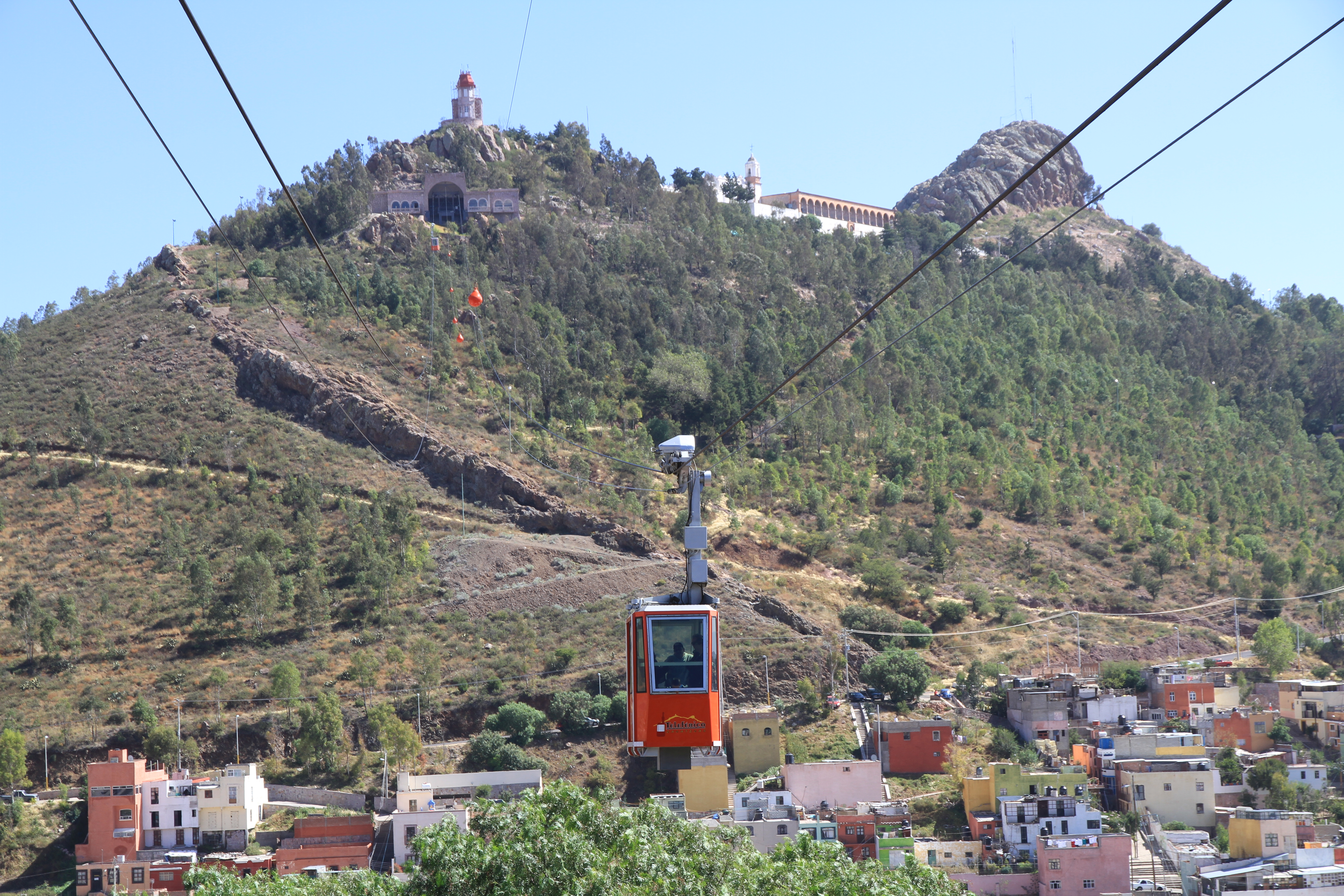
El teleférico, en la ciudad de Zacatecas.

El centro histórico de Zacatecas es por sí mismo un atractivo turístico de la ciudad, ya que ha logrado conservar gran parte de su arquitectura histórica sin perderse de los avances del siglo XXI. La ciudad cuenta con grandes monumentos de arquitectura civil y religiosa y museos con grandes colecciones. Uno de sus principales atractivos es el teleférico, que pasa por encima de la ciudad y une al Cerro de la Bufa con el Cerro del Grillo y la Mina "El Edén".[cita requerida] Un lugar destacado que no es propio de la ciudad pero está muy cerca y es el nombrado «La quemada» donde se destaca los monumentos de los Chichimecas.

### Museos
La ciudad de Zacatecas cuenta con 24 museos; entre ellos, destacan algunos que reciben gran cantidad de visitantes:
- Museo Pedro Coronel: ubicado en el excolegio jesuita de San Luis Gonzaga, contiene obras egipcias, griegas, romanas, indias, chinas, japonesas, mayas, aztecas y africanas, así como pinturas de Pablo Ruiz Picasso, Georges Braque, Eugène Delacroix, Salvador Dalí, Léger, Vasarely y Joan Miró.
- Museo Rafael Coronel: ubicado en el ex convento franciscano del siglo XVI, cuenta con la colección más grande de máscaras en todo el mundo. También contiene títeres de la famosa compañía Rosete Aranda.
- Museo de Arte Abstracto Manuel Felguérez: museo de arte abstracto más importante de América Latina, está ubicado en el edificio decimonónico que alguna vez alojó al Seminario Conciliar de la Purísima. La institución tiene un amplio acervo con la obra del autor que da nombre al museo, pero también tiene infinidad de obras de otros autores mexicanos contemporáneos como Gilberto Aceves Navarro, Juan García Ponce, Vlady, Francisco Corzas, Lilia Carrillo y Francisco Icaza, lo que lo convierte en uno de los mejores museos de arte abstracto.
- Museo Francisco Goitia: localizado en la antigua residencia de los gobernadores, contiene muestras de importantes y numerosos artistas plásticos del estado.
- Galería Episcopal: muestra de arte sacro perteneciente a la Catedral Basílica de Zacatecas.
- Museo la Toma de Zacatecas: ubicado en el cerro de la Bufa, alberga numerosas piezas vinculadas con esa batalla de la Revolución mexicana.
- Museo Zacatecano: con muestras de arte huichol.
- Museo de Guadalupe: de arte sacro virreinal en la vecina ciudad de Guadalupe.
- Museo Universitario de Ciencias.
- Museo Interactivo de Ciencias Zig-Zag.
- Museo de Historia Natural: Se encuentra dentro de la Preparatoria 1 de la Universidad Autónoma de Zacatecas.
- Museo de la Casa del Inquisidor: Se encuentra frente al Portal de Rosales y presenta instrumentos de tortura y momias; entre ellas, una de las mejores conservadas de todo el país.

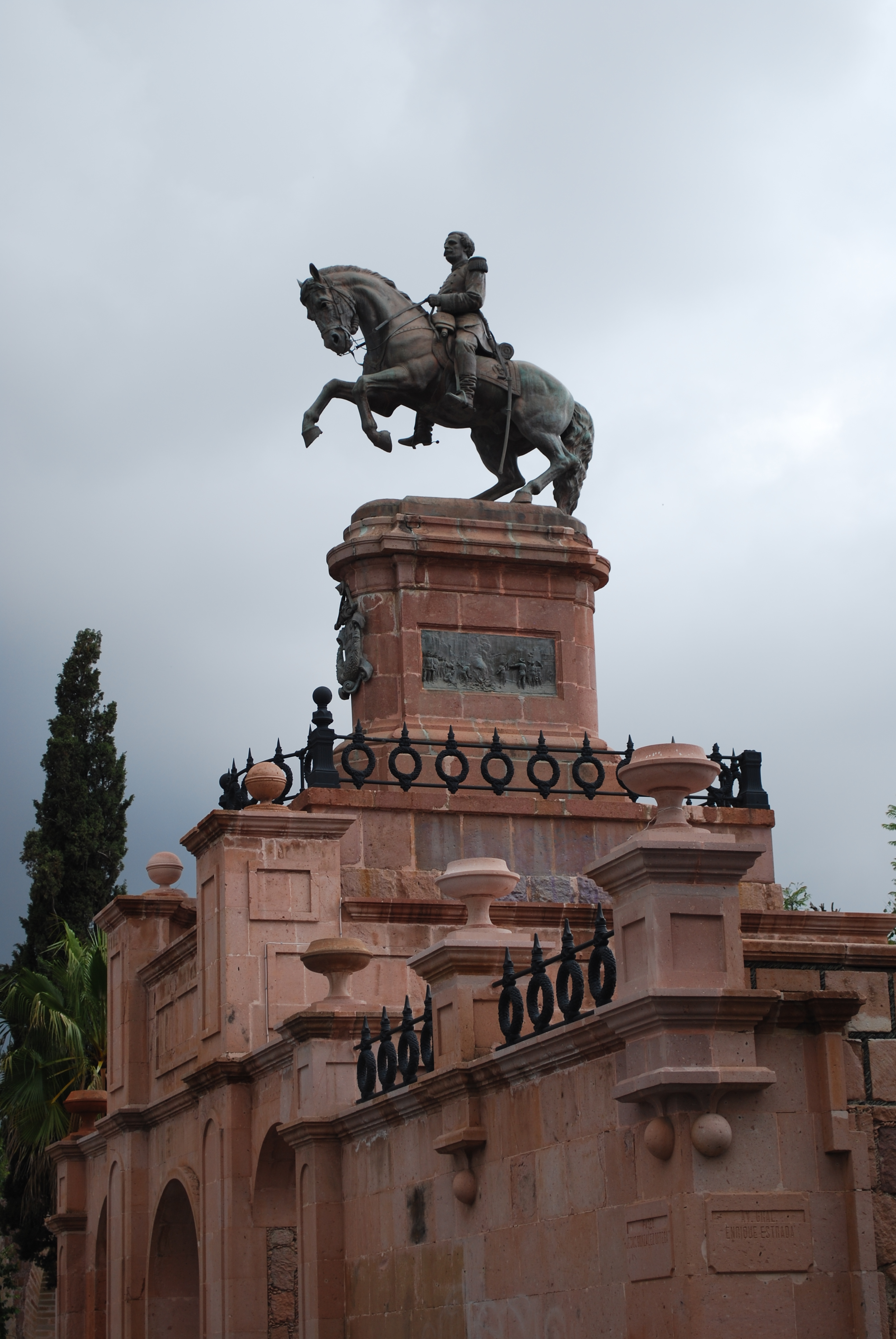
Parque Sierra de Alicia.

### Centros culturales
- Casa de la Cultura Municipal
- Casa de las Artesanías
- Centro Cultural Ciudadela del Arte
- Centro Cultural Ramón López Velarde

### Otros de interés
- Palacio de la Mala Noche: Lleva ese nombre porque su dueño hizo su fortuna en una mina así llamada, construido en el siglo XVIII, se convirtió durante la gesta independentista en la sede del congreso estatal pero, desde 1985 es el Palacio de Justicia.
- Palacio de Gobierno: Un baluarte arquitectónico, erigido en el siglo XVIII para albergar a una de las familias de mayor influencia de la Zacatecas virreinal. Desde 1831, el palacio es la sede del poder ejecutivo del estado de Zacatecas.
- Casa de la Moneda: Fundada en 1810, debido a la escasez de monedas en el imperio, la función de la Casa de Moneda de Zacatecas se llevó a cabo cuando era intendente interino el Conde de Santiago de la Laguna, a petición de los mineros locales.[86]

## Construcciones en la ciudad

### Edificios religiosos

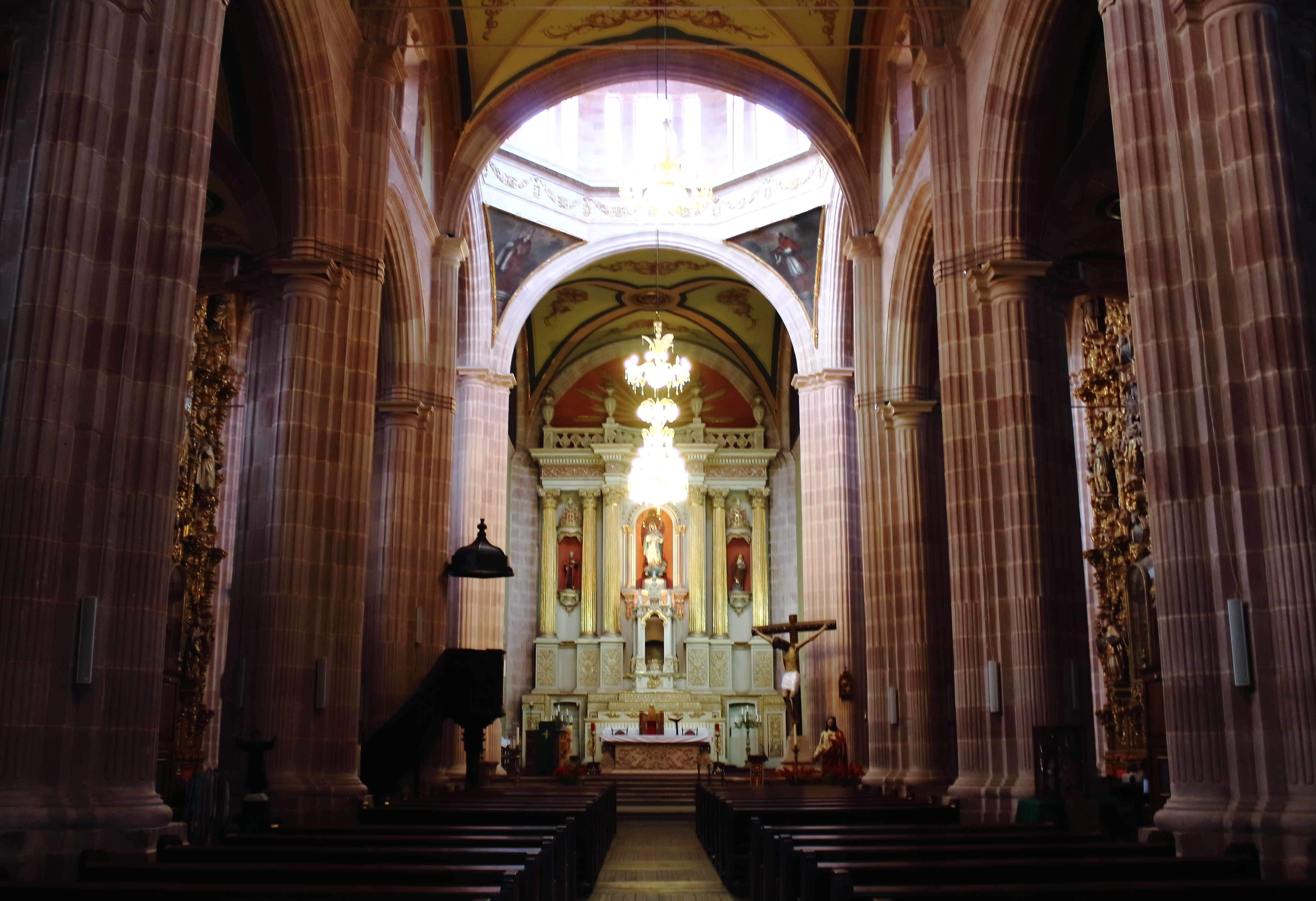
Interior de la Parroquia de Santo Domingo en Zacatecas, México.

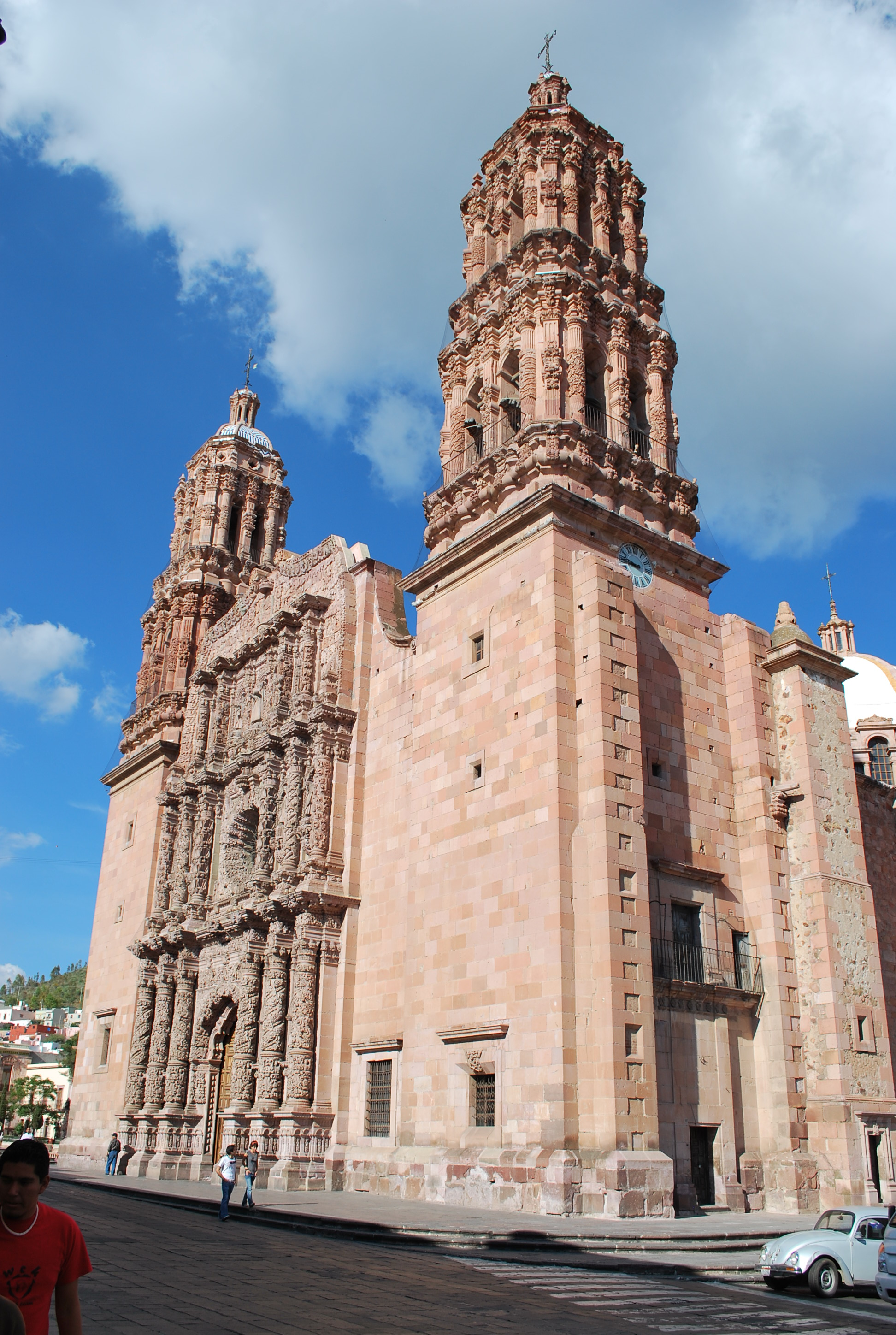
Catedral de Zacatecas.

- S.I. Catedral Basílica de Zacatecas: Construida con cantera rosa, destaca su fachada principal ricamente labrada con imágenes de los Apóstoles. En su interior alberga la imagen de Nuestra Señora de los Zacatecas patrona principal de la ciudad, festejada el 8 de septiembre y las reliquias de San Mateo Correa, mártir zacatecano canonizado por el Papa S.S. Juan Pablo II. Elevada al rango de Catedral con la creación de la diócesis de Zacatecas en 1863, es el principal templo católico de la ciudad.
- Ex Convento de San Francisco: el templo y el convento fueron construidos en el siglo XVI. El templo ha perdido la techumbre de la nave y todos sus altares. El convento alberga en la actualidad al Museo Rafael Coronel.
- Parroquia de la Inmaculada (Santo Domingo): originalmente este templo perteneció a los jesuitas y estaba dedicado a San Ignacio de Loyola. Formaba parte del colegio San Luis Gonzaga, hoy Museo Pedro Coronel. Tras la expulsión de los jesuitas en el siglo XVIII la iglesia pasó a manos de los dominicos quienes la pusieron bajo el patrocinio de Santo Domingo de Guzmán. Cuenta en su interior con tres naves que albergan magníficos retablos barrocos. El retablo del presbiterio es de estilo neoclásico.

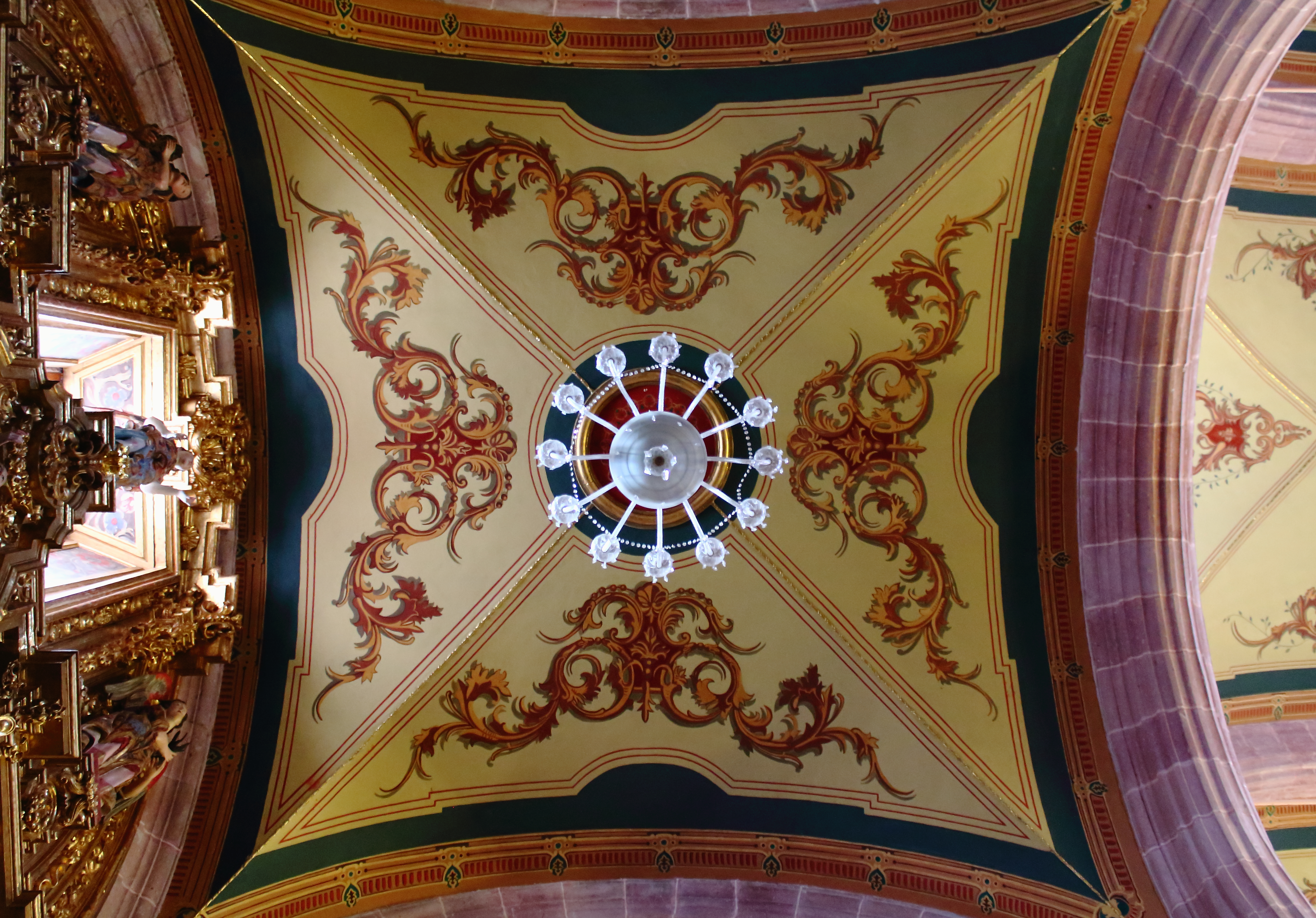
Vista de la Parroquia de Santo Domingo en Zacatecas, México.

- Ex templo de San Agustín: construcción del siglo XVIII, levantada por los agustinos, conserva todavía su fachada lateral de estilo churrigueresco a pesar de estar en algunas partes destruido.
- Santuario de Nuestra Señora del Patrocinio: Situado casi en la cima del cerro de la Bufa, es la casa de la Patrona especial de Zacatecas: Nuestra Señora del Patrocinio. Dicha imagen es festejada el 15 de septiembre. En enero de 2007 fue sometido a trabajos de restauración.
- Templo de Nuestra Señora de Fátima: Inició su construcción en 1950, el diseño a cargo de José Luis Amezcua Sahagún es una réplica del Santuario construido en Fátima, Portugal.

### Edificios civiles
- Plaza de Armas.

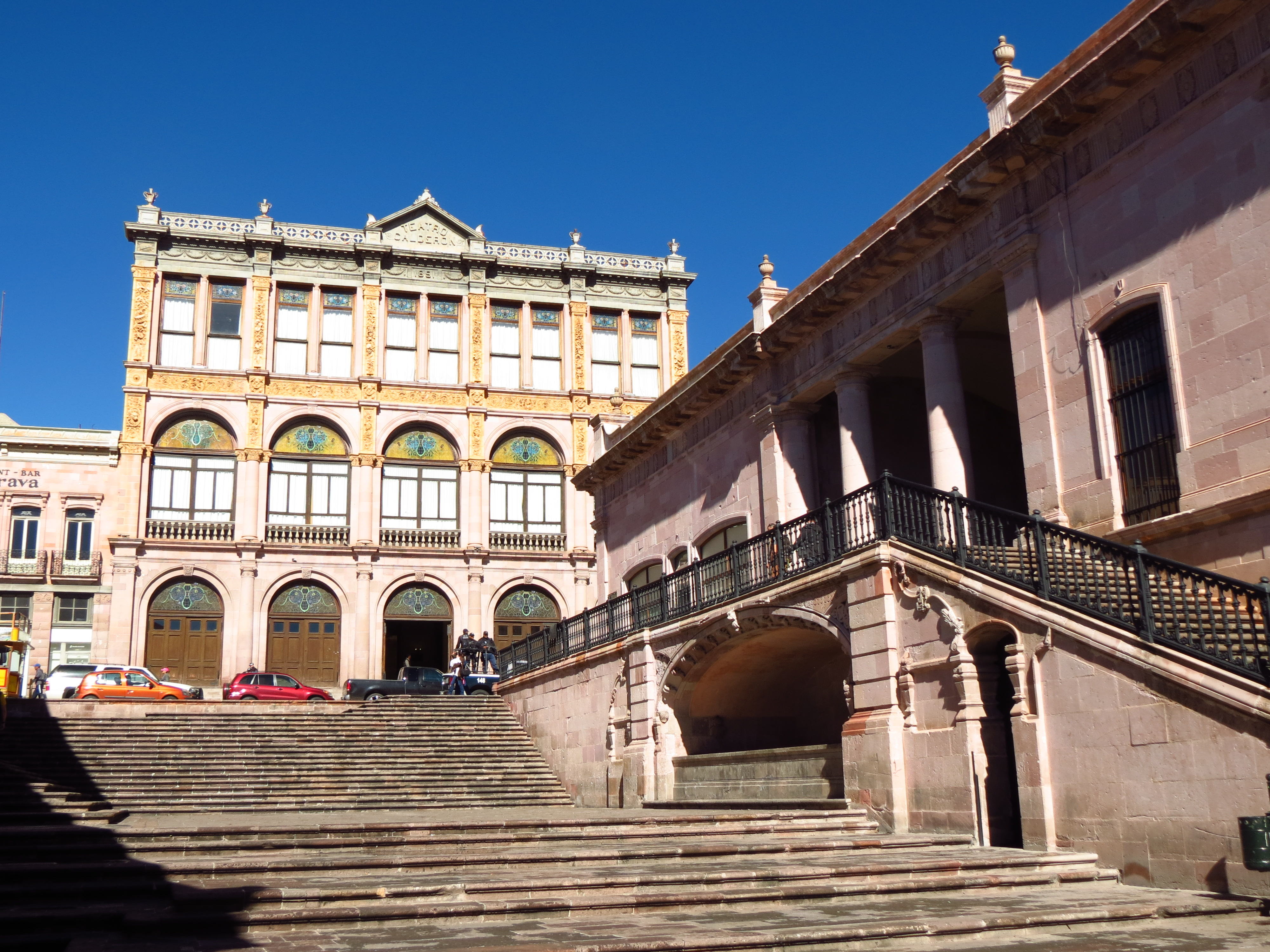
Teatro Fernando Calderón.

- Teatro Fernando Calderón: del siglo XIX.
- Mercado "Gral. González Ortega": construido y decorado a fines del siglo XIX por órdenes del entoncespPresidente de la República, el general Porfirio Díaz.
- Palacio de Gobierno.
- Acueducto El Cubo.
- Plaza de Toros San Pedro (hotel Quinta Real) y Monumental de Zacatecas.
- Alameda Trinidad García de la Cadena.
- Mirador del cerro de la Bufa.
- Mina "El Edén": Mina habilitada para recorridos turísticos. Dentro de ella funciona una discoteca.
- Plaza Bicentenario.

### Edificios modernos

#### Ciudad Argentum
Es un desarrollo inmobiliario de reciente creación. El desarrollo presenta el concepto urbano de crear grandes complejos inmobiliarios o «ciudades satélites», aparentemente bien planeadas y autosuficientes que se está dando en México como en otras partes del mundo. Tiene como objetivo satisfacer las necesidades actuales y futuras de la ciudad y de la región. Se extiende en más de mil hectáreas y se ubica en la parte noroeste de la ciudad de Zacatecas. El desarrollo es promovido por la iniciativa privada en unión con el Gobierno del Estado.
En el complejo los proyectos que desarrollara el gobierno son el Palacio de Convenciones y Ciudad de Gobierno:
- Palacio de las Convenciones: llamado «Arco» ya que tiene un gran arco monumental decorativo de metal de gran altura, es un centro de convenciones y exposiciones que albergara importantes eventos empresariales, institucionales y gubernamentales. Este complejo tiene 1 ha, y cuenta con capacidad para 5500 personas a cubierto y 6500 al aire libre, así como un estacionamiento para mil vehículos en 2,35 ha. Su costo fue de 473 770 211 pesos, 311 % más de lo anunciado originalmente.[88]

- Ciudad Gobierno: es área especial en el complejo donde se ubicaran edificios con las sedes de gobierno estatal y dependencias federales en Zacatecas. La totalidad de la administración pública del Gobierno de Zacatecas está ubicada en Ciudad Argentum, en los terrenos donde actualmente ya se ubican la Secretaría de Finanzas (SEFIN) y la Procuraduría General de Justicia del Estado (PGJE) que se habían ubicado tiempo atrás antes de que se creara el proyecto. Esta acción tiene el objetivo de eficientar el ejercicio del gobierno y crear nuevos espacios en el centro histórico de Zacatecas donde actualmente se encuentran las dependencias. Se rehabilitaran esos espacios y se les dará nuevo uso.[89]

- Parque recreativo temático: será un centro recreativo en el desarrollo, tendrá como temática el origen del universo y la tierra, el desarrollo del hábitat, y tendrá un especial enfoque en la minería actividad propia del estado de Zacatecas donde se recreara con atracciones lo relacionado con esa actividad, y se mostrara la evolución histórica de la explotación minera, requerirá una plantilla de 300 personas.

## Ciudades hermanadas
La ciudad de Zacatecas esta hermanada con las siguientes ciudades:
- Málaga, España (1988)[92]
- Azusa, Estados Unidos (1996)[93]
- Jiangsu, China (1996)[94]
- Guanajuato, México (1996)[95]
- Oñate, España (1996)[96]
- El Paso, Estados Unidos (1998)[97]
- Habana Vieja, Cuba (2001)[98]
- San Cristóbal, Cuba (2001)[99]
- Jerez de la Frontera, España (2005)[100][101]
- Xochimilco, México (2010)[102]
- Morelia, México (2012)[103]
- Boca del Río, México (2012)[104]
- Guadalupe, México (2012)[105]
- Wuxi, China (2012)[106]
- Durango, México (2012)[107][108][109]
- Torreón, México (2012)[107][108][109][110]
- Monterrey, México (2014)[108][109][110]
- Saltillo, México (2014)[108][109][110]
- Heroica Matamoros, México (2014)[108][109][110]
- Reynosa, México (2014)[108][109][110]
- Ciudad Benito Juárez, México (2014)[108][109][110]
- Gómez Palacio, México (2014)[108][109][110]
- Ciudad Lerdo, México (2014)[108][109]
- Culiacán, México (2014)[110][108][109]
- Los Mochis, México (2014)[110][108][109]
- Chihuahua, México (2014)[110][108][109]
- Ciudad Juárez, México (2014)[110][108][109]
- Tepic, México (2014)[110][108][109]
- Mazatlán, México (2014)[91][110][108][109]
- Weishan, China (2014)[90]
- Woodstock, Estados Unidos (2014)[90]
- La Plata, Argentina (2016)[101][111]
- Huishan, China (2018)[112][113]
- Jalpa, México (2019)[91][114]
- Nochistlan, México (2019)[91][114][115][116][117]
- Orihuela, España (2019)[91][118][119]
- Juchipila, México (2020)[91][114][120]
- Calera, México (2020)[91][121]
- San Luis Potosí, México (2020)[122]
- Playa del Carmen, México (2020)[123]
- Acapulco, México (2020)[124]
- Los Cabos, México (2020)[124]

| Predecesor: Punta Arenas | Capital Americana de la Cultura 2021 | Sucesor: Ibagué |